# Märter-Expedition

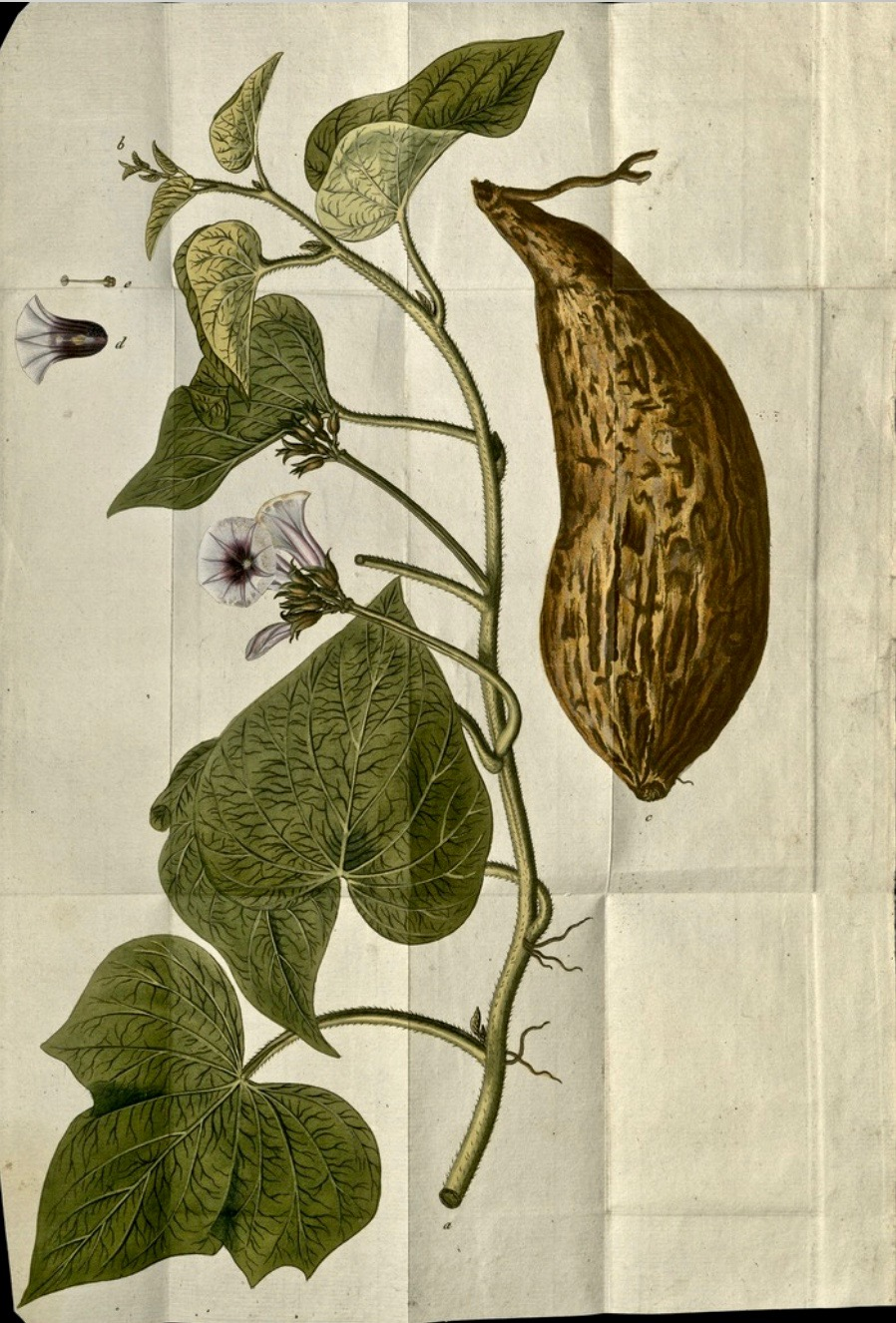
Abbildung aus Märters Naturgeschichte der Bataten (1797).

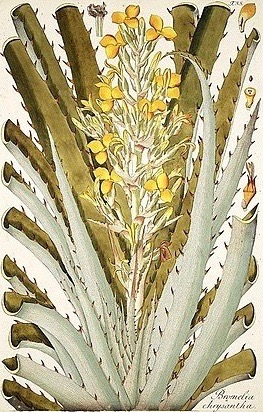
Von Jacquin ohne Nennung des Sammlers Bredemeyer beschrieben: Bromelia chrysantha (1797).

Die Märter-Expedition fand 1783–1788 im Auftrag Josephs II. statt. Ursprünglich als Weltumseglung geplant, sollte sie naturgeschichtliche Erkenntnisse sowie Pflanzen, Tiere und Mineralien für die kaiserlichen Sammlungen liefern. Ausgangspunkt waren die unabhängig gewordenen USA, aus denen Expeditionsleiter Franz Joseph Märter auch über Politik und Wirtschaft berichtete. Dann trennten sich die verbliebenen Teilnehmer: Franz Boos bereiste die Bahamas, die Kapkolonie und die Maskarenen, Franz Bredemeyer Martinique, Puerto Rico und Venezuela, der erkrankte Märter Saint-Domingue (Haiti) und Jamaika. 1788 und 1792 sollte Nicolas Baudin Georg Scholl zurückholen, der Boos ans Kap begleitet hatte. Er verlor aber insgesamt drei Schiffe, so dass Scholl erst 1799 nach Wien zurückkehren konnte.

## Born versus Jacquin
Bereits Josephs Vater Kaiser Franz I., der Gründer der Menagerie und des botanischen Gartens in Schönbrunn, hatte 1754–1759 eine Expedition nach Amerika finanziert. Geleitet wurde sie vom niederländischen Naturforscher Nikolaus Joseph von Jacquin (1727–1817), den der spätere Hofgärtner Ryk van der Schot (ca. 1733–1790) und zwei Vogelsteller aus Florenz begleiteten. Mit insgesamt sieben Transporten gelangten damals Pflanzen und Tiere aus der Karibik, Venezuela und dem heutigen Kolumbien in die kaiserliche Sommerresidenz. Doch viele der exotischen Gewächse erfroren, als das große Glashaus kurz vor dem Tod von Josephs Mutter Maria Theresia eine Nacht lang unbeheizt blieb.
Joseph II. verbrachte einen großen Teil seiner Mitregentschaft (1765–1780) und seiner Alleinregierung (1780–1790) auf Reisen, doch verunmöglichten es ihm seine Amtspflichten, diese über Europa hinaus auszudehnen. Auf den Reisen galt sein besonderes Interesse Gärten und naturgeschichtlichen Sammlungen. So ist die Beschreibung von Gärten eine der wenigen Gelegenheiten, bei denen er sich im Tagebuch seiner Frankreichreise (1777) begeistert, unter Verwendung von Superlativen äußert. In Paris besuchte er den Jardin du roi und dessen Direktor Georges-Louis Leclerc de Buffon (1707–1788). Auch auf seiner Reise in die Niederlande (1781) besichtigte er zahlreiche Gärten, worunter den Hortus botanicus der Universität Leiden.
Damals verhandelte der englische Kaufmann William Bolts (1738–1808), welcher am Indischen Ozean k. k. Faktoreien gegründet hatte, in Brüssel mit dem Kaiser, doch war dieser im Gegensatz zu seiner Mutter und zu Staatskanzler Kaunitz kolonialen Abenteuern abgeneigt. Bald darauf war der Amerikanische Unabhängigkeitskrieg, von dem die neutral gebliebene Monarchie des Hauses Österreich-Lothringen wirtschaftlich profitiert hatte, mit der Kapitulation von Yorktown entschieden. In der Folge entwarf Bolts das Projekt einer Weltumseglung: Ein nach Josephs Freund Staatsvizekanzler Johann Philipp Graf Cobenzl (1741–1810) benanntes Schiff unter Kapitän Johann Joseph von Bauer (1751–1808) sollte über Kap Hoorn in den Nootka Sound (Vancouver Island) fahren, wo James Cook 1778 günstig Seeotterfelle hatte kaufen können, und dann über China, Japan und das Kap der Guten Hoffnung zurück nach Europa. Dieses Projekt präsentierte Bolts im Mai 1782 in Wien, und Joseph II. war bereit, es zu unterstützen.

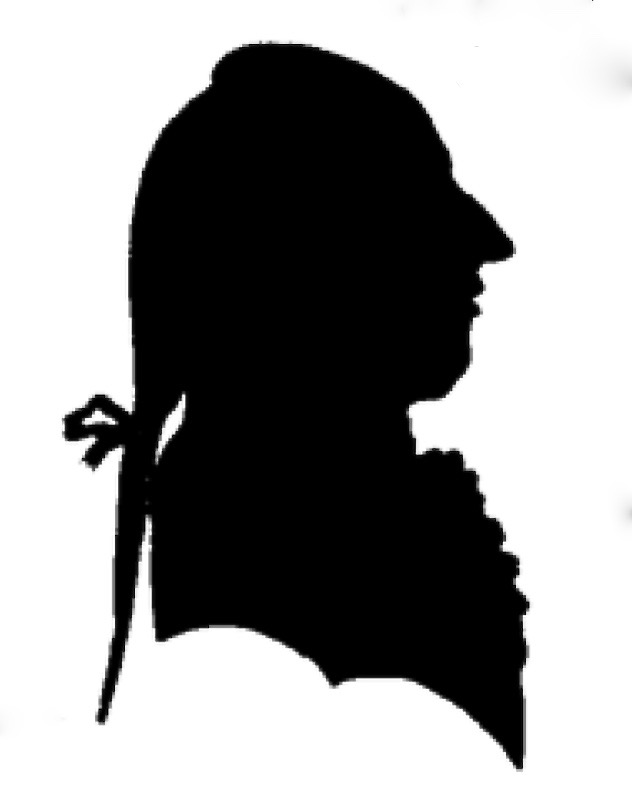
Joseph II. (Bernhard Albrecht Moll, 1783).
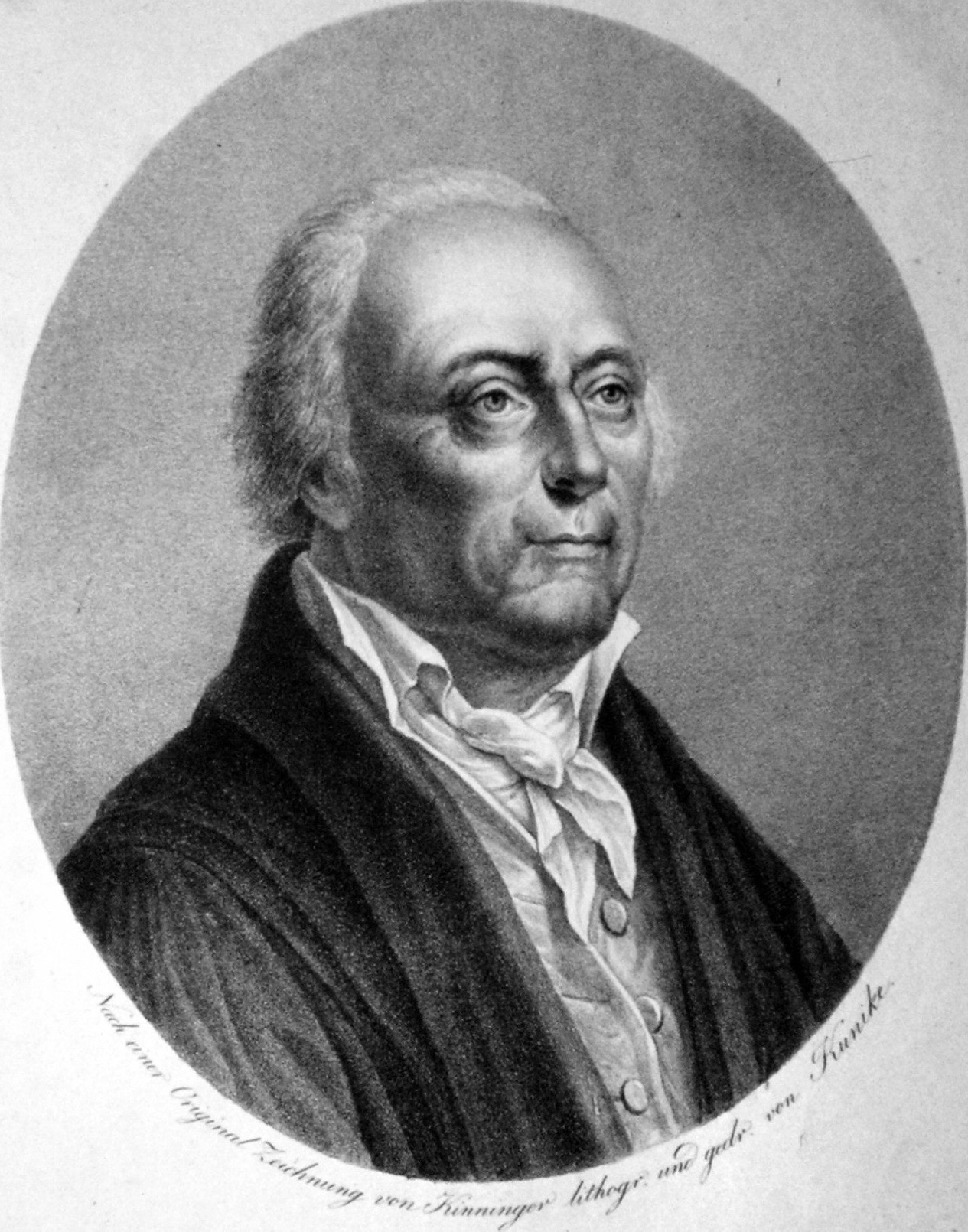
Nikolaus Joseph von Jacquin (Adolf Kunike nach Vinzenz Georg Kininger).
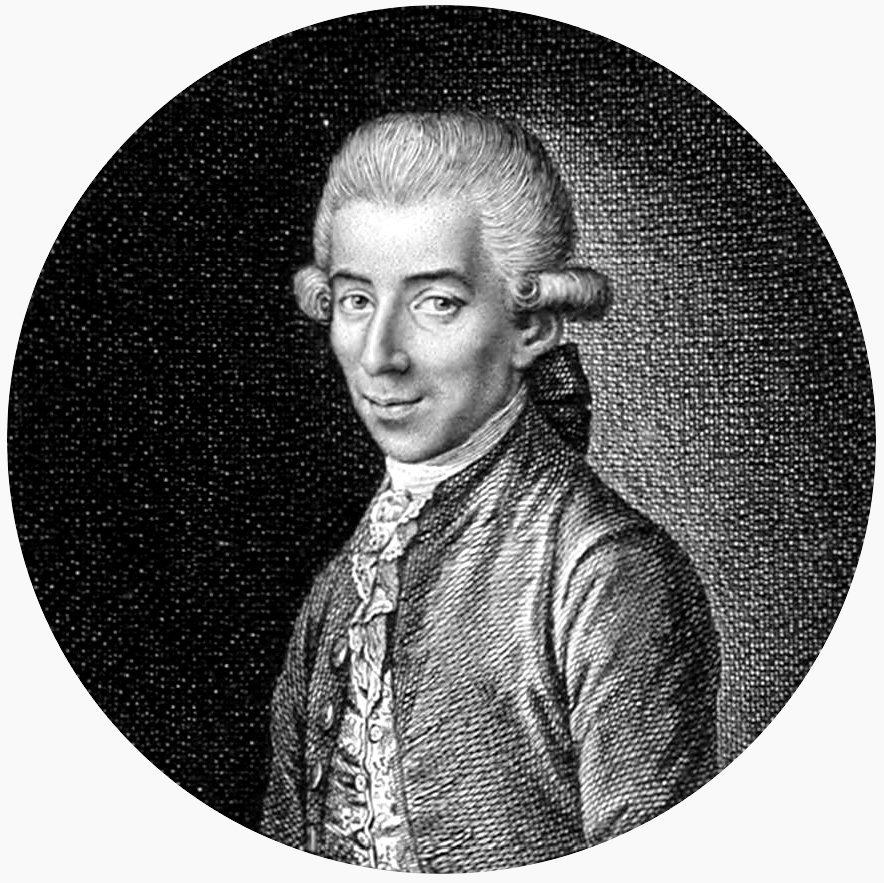
Ignaz von Born (Jakob Adam).
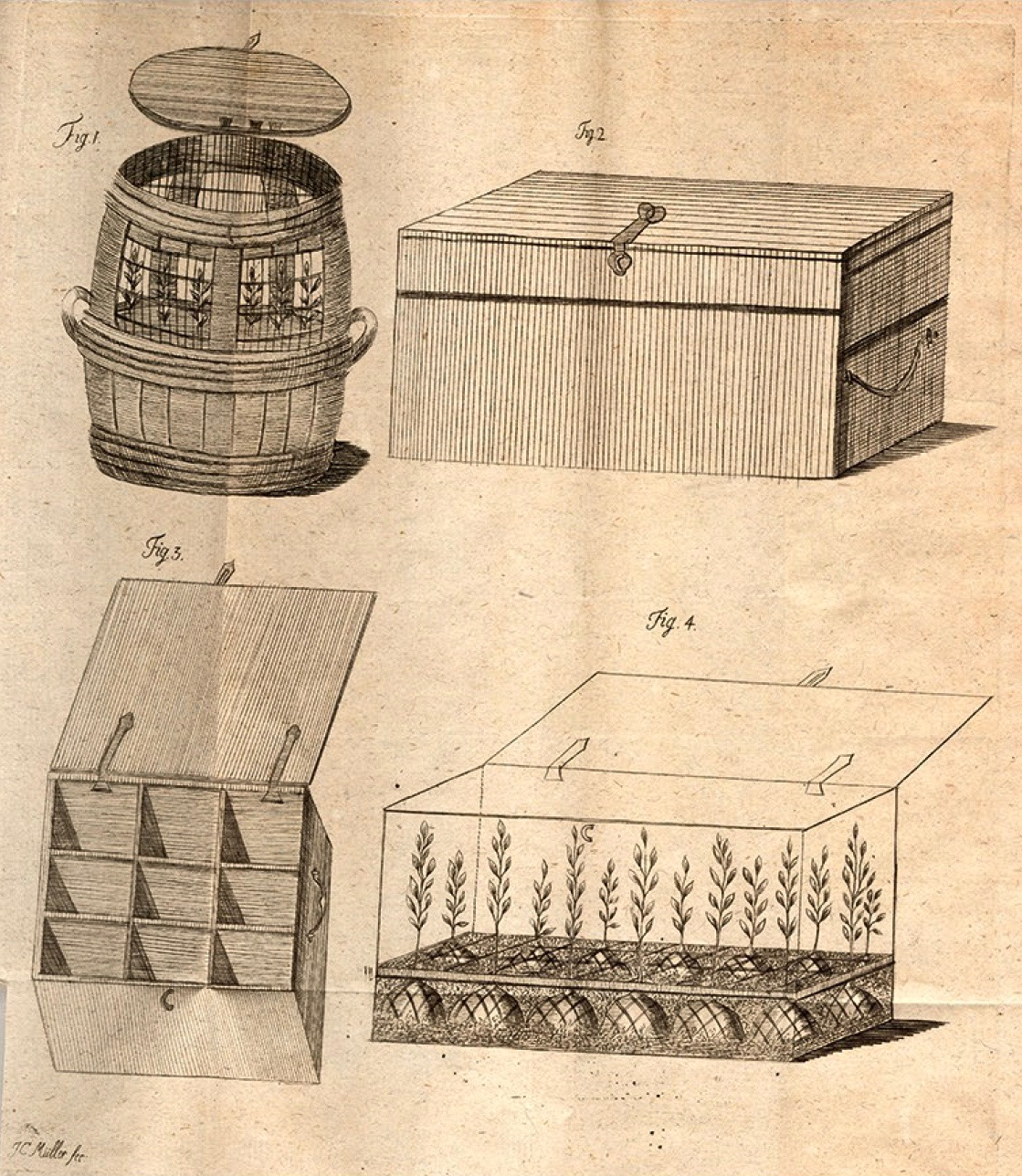
Kisten für den Seetransport von Samen und Pflanzen (J. C. Müller, 1770).

Als Expeditionsteilnehmer empfahl Jacquin seinen Schüler Matthias Leopold Stupić (ca. 1732–1794), der Mineraloge Ignaz von Born (1742–1791) den Adjunkten im Naturalienkabinett Karl Haidinger (1756–1797) und van der Schot seinen ersten Gehilfen Franz Boos (1753–1832). Dass Jacquins Wahl auf den 50-jährigen Kroaten Stupić fiel, der erst damals zum Doktor der Medizin promoviert wurde, hing damit zusammen, dass sein Favorit Swibert Burkhard Schiverek (1742–1803) einem Ruf an die neueröffnete Universität Lemberg (Lwiw) folgte, und vielleicht auch damit, dass dem Kaiser der Anbau amerikanischer Nutzpflanzen in den Ländern der ungarischen Krone bzw. der Militärgrenze vorschwebte.
Jacquin klagte, dass die Leitung des Unternehmens bald ganz an Born übergegangen sei. Dieser habe von einer Weltumseglung nach dem Vorbild derjenigen von Cook geträumt, auch wenn er seiner geschwächten Gesundheit wegen den Gedanken ans Mitfahren habe aufgeben müssen. Zum Expeditionsteam gehörten nun neben Haidinger und Boos der Botaniker Franz Joseph Märter (1753–1827) und der Maler Bernhard Albrecht Moll (1743–1788). Märter war Professor für Naturgeschichte und Ökonomie (Agrar- und Geowissenschaften, Technologie, Wirtschaftsethik, Handel) an der Theresianisch-Savoyischen Ritterakademie, die Joseph II. 1783 auflöste, Moll temporär Beschäftigter im Naturalienkabinett. Außer Moll, mit dessen Familie Born befreundet war, gehörten alle der von diesem geleiteten Freimaurerloge Zur wahren Eintracht an. Dass Born Stupić durch Märter ersetzt hatte, begründete er damit, dass Ersterer mit Ausnahme der Botanik „von keinem andern Theil der Naturgeschichte auch nur die mindeste Kenntnis hat“. Ein Journalist wagte die Prognose, Haidinger und Märter würden als Generalisten umfangreichere und nützlichere Entdeckungen machen als Cooks Begleiter Joseph Banks (1743–1820), Daniel Solander (1733–1782) und Johann Reinhold Forster (1729–1798), die sich auf die Botanik konzentriert hätten. Joseph Mayer (1752–1814), nachmals Professor der Naturgeschichte an den Universitäten Prag und Wien, war entschlossen, Märter und Haidinger zu begleiten, begnügte sich dann aber mit einer Europareise, als der Kaiser die Dauer der Expedition von vier auf acht Jahre erhöhte.

## „Unsere kleinen Gelehrten“
Bolts musste sein Projekt im Herbst 1782 aufgeben, weil es seinen Geldgebern in den Österreichischen Niederlanden zu riskant erschien und der sparsame Kaiser nur die Kosten der Forscher übernehmen wollte. Damit waren diese auf Mitfahrgelegenheiten angewiesen, was zu häufigen Änderungen der Reisepläne führte. Um die Wartezeit bis zur Abfahrt zu überbrücken, besuchte Haidinger die Bergwerke der k. k. Erblande. Märter wollte noch wissenschaftliche Einrichtungen in Paris und Holland besuchen, was ihm Joseph II. aber nicht ermöglichte, denn er fürchtete, „unsere kleinen Gelehrten“ (im Gegensatz zum großen Jacquin) würden sich im Ausland blamieren. Überhaupt glaubte er nicht mehr an die Realisierbarkeit der Expedition. Als Born Märter zu deren Leiter bestimmte, verzichtete Haidinger auf die Teilnahme. Darauf kam Stupić doch noch zum Zuge, und erst jetzt scheint auch Franz Bredemeyer (1758–1839), ein weiterer Gehilfe van der Schots, ins Team aufgenommen worden zu sein. Als Gehalt erhielten Märter 1200 Wiener Gulden, seine Stellvertreter Stupić und Moll 1000 bzw. 800, die Gärtner Boos und Bredemeyer je 600.
Scherenschnitte Molls überliefern das Aussehen von dreien der fünf Expeditionsteilnehmer:

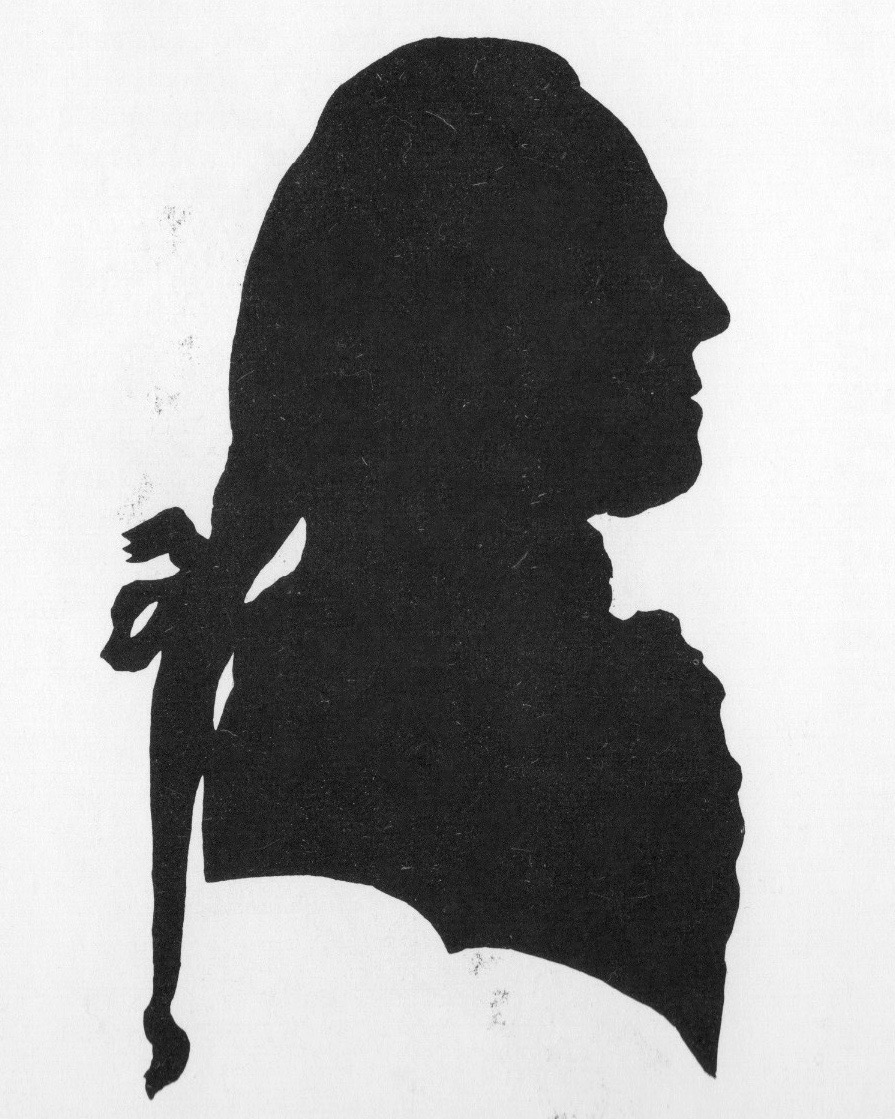
Franz Joseph Märter (Wien 1783).
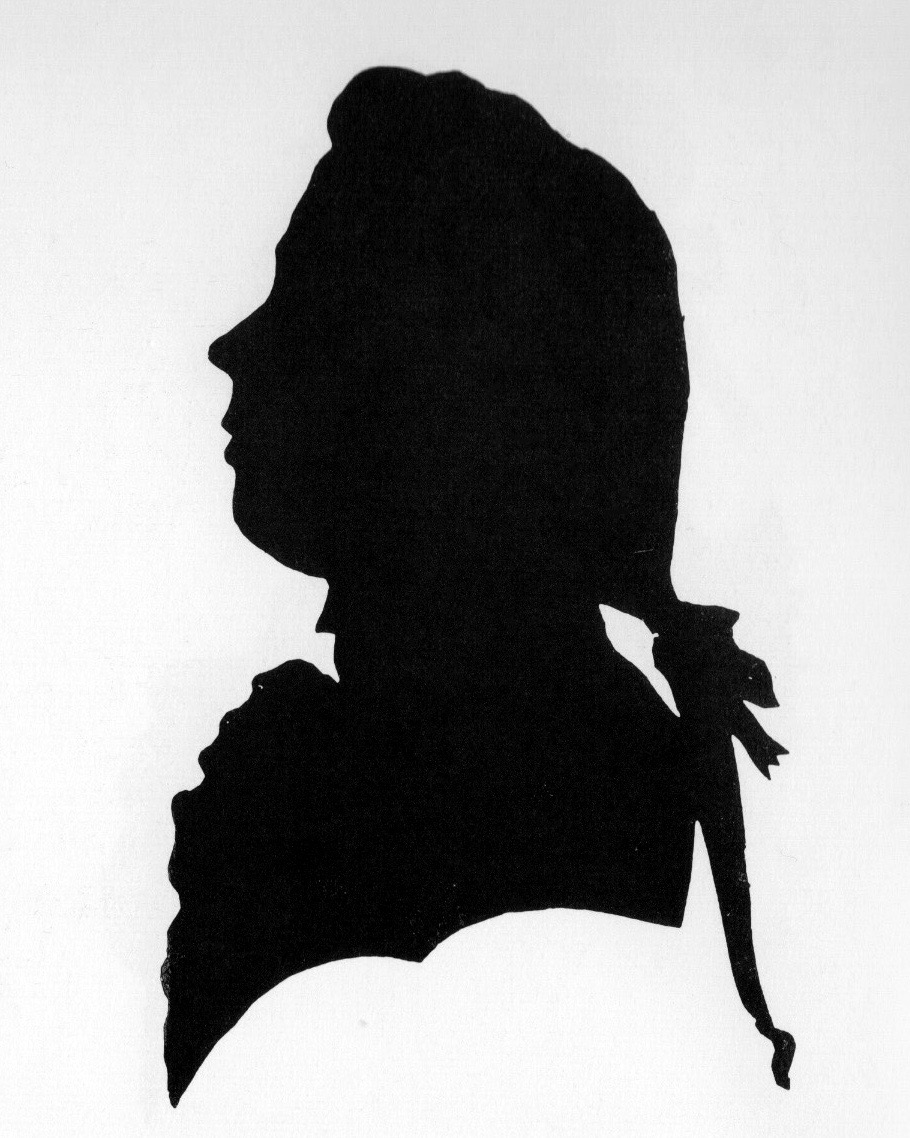
Franz Boos (Philadelphia 1783).
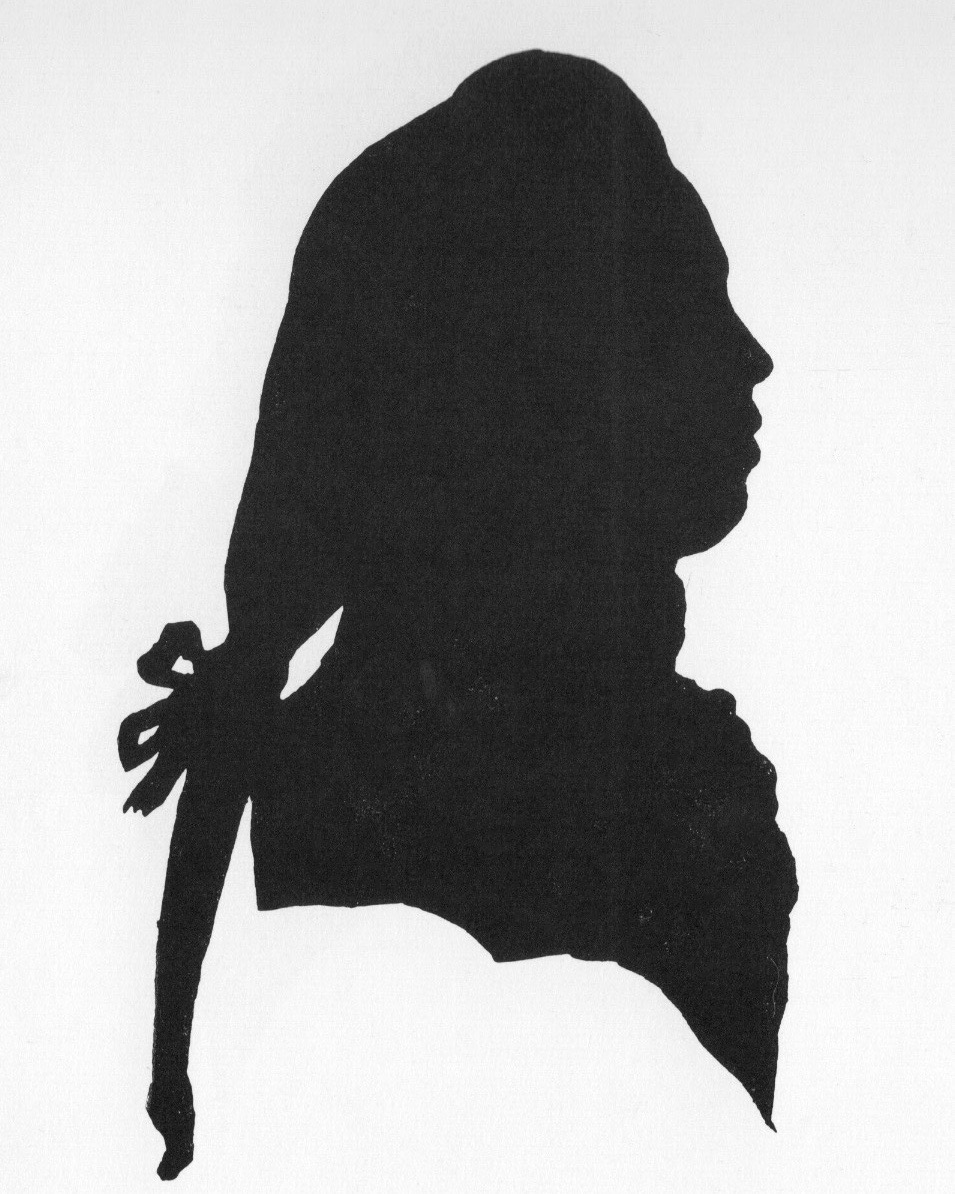
Franz Bredemeyer (Philadelphia 1783).
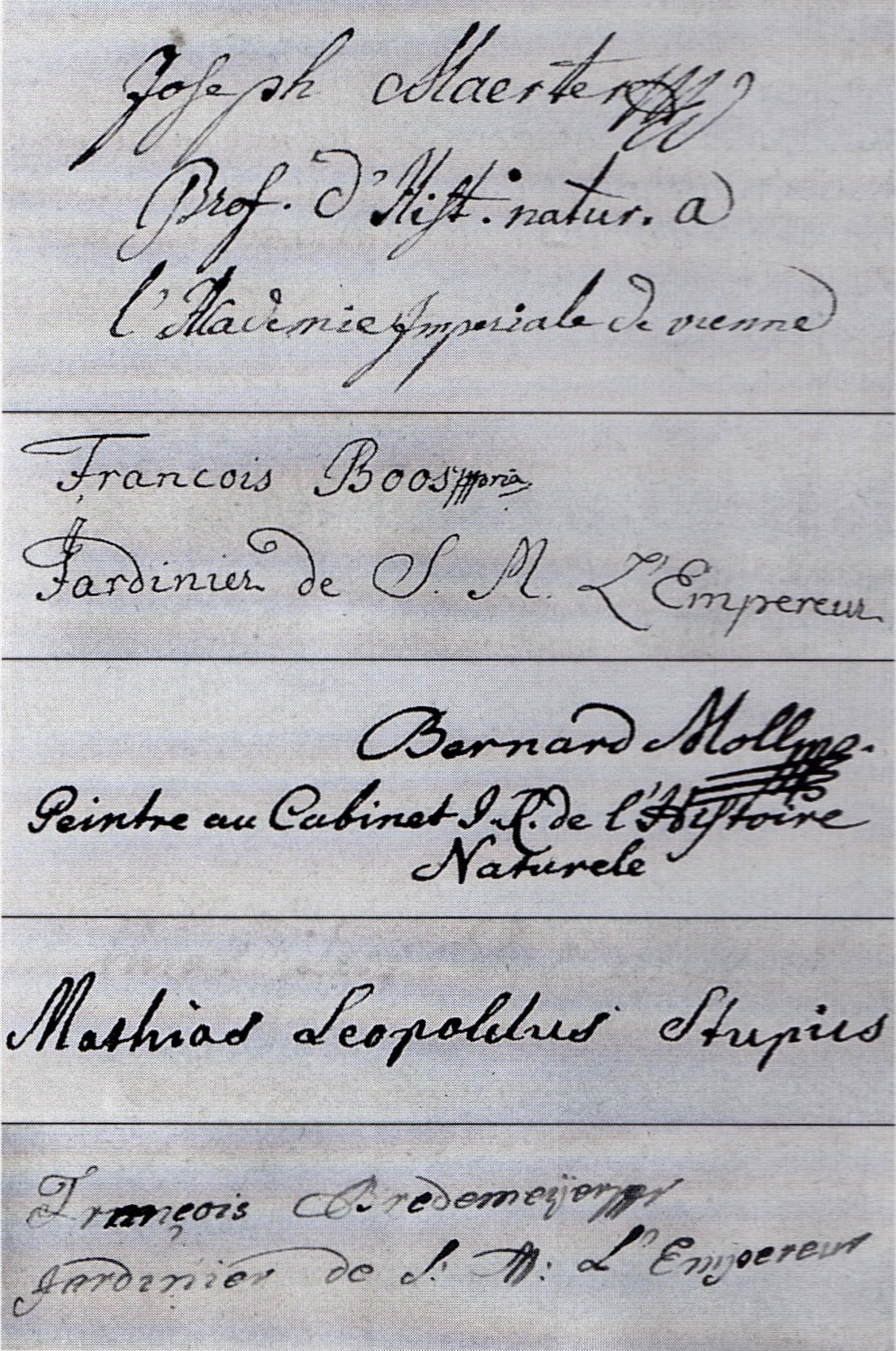
Unterschriften der Expeditionsteilnehmer.

Als die Forscher wegen der eingetretenen Verzögerung bereits in finanziellen Schwierigkeiten steckten, brachte Graf Pierre Proli (1752–1794) im Februar 1783 Pflanzen von der Île de France (Mauritius) nach Wien. Es handelte sich um Geschenke von Jean-Nicolas Céré (1737–1810), dem Direktor des Jardin du roi in Pamplemousses, der das französische Kolonialreich mit ökonomisch interessanten exotischen Gewächsen belieferte. Dass die Bäume und Samen unterwegs zugrunde gegangen waren, veranlasste Joseph II. laut Jacquin, den Expeditionsteilnehmern im April doch noch grünes Licht zur Abreise zu geben, und zwar mit dem ursprünglichen Auftrag, naturgeschichtliches Material zu sammeln. Geplant war, zuerst den Atlantik und dann den Pazifik und den Indischen Ozean zu überqueren. Entsprechend übte sich Märter in der Beschreibung von Vögeln der Südsee.
Obwohl die Expedition durch das Ausscheiden Haidingers wieder botaniklastig geworden war, unterschied sie sich zumindest in der Anfangsphase von den „Botanischen Sammelreisen“ bzw. „Schönbrunner Gartenexpeditionen“, denen sie in der Literatur zugerechnet wird. Ihre Organisation und die Korrespondenz mit den Forschern anvertraute Joseph Staatsvizekanzler Cobenzl, der für die Außenwirtschaft zuständig war. Der gebürtige Slowene hatte aber auch einen heute verschwundenen englischen Garten auf dem Reisenberg bei Wien angelegt und den Kaiser 1777 nach Frankreich begleitet.
Märter folgte einem Trend in der damaligen Botanik, den die Wissenschaftshistorikerin Madeleine Ly-Tio-Fane (1928–2011) auf die Formel „Utility not curiosity“ brachte. Er wollte nicht nur Exotika sammeln, sondern auch die Land- und Forstwirtschaft der k. k. Staaten fördern. Dies vor dem Hintergrund der Hungerjahre 1770–1772 und der Übernutzung der Wälder. 1781 hatte er ein mehrfach aufgelegtes Verzeichnis der einheimischen Bäume und Sträucher veröffentlicht, 1782 ein solches der Pflanzen in einem „ökonomischen Garten“, deren Auswahl von Nützlichkeit und Verfügbarkeit bestimmt sein sollte. Indem er den klassischen botanischen Garten als „Mischmasch“ und „Raritätenkammer“ bezeichnete, verhöhnte er indirekt Jacquins Werk. In dessen Augen dagegen galt Märters Interesse zu sehr dem vordergründig Nützlichen.
Märter wird als „jung, von gesunder Leibesbeschaffenheit, unverheirathet, eifrig und wißbegierig“ beschrieben. Wie sich herausstellen sollte, war er aber weder see- noch tropentauglich. Von der geplanten Weltumseglung kamen auch darum nur Bruchstücke zustande, weil Moll und Stupić die Expedition von Anfang an als Gelegenheit zur Auswanderung in die USA betrachtet hatten und weil die Gärtner in Schönbrunn angewiesen worden waren, sich Märter nicht unterzuordnen.

## Von Philadelphia auf die Bahamas

Von William Bartrams Vater 1728 angelegter botanischer Garten in Philadelphia.

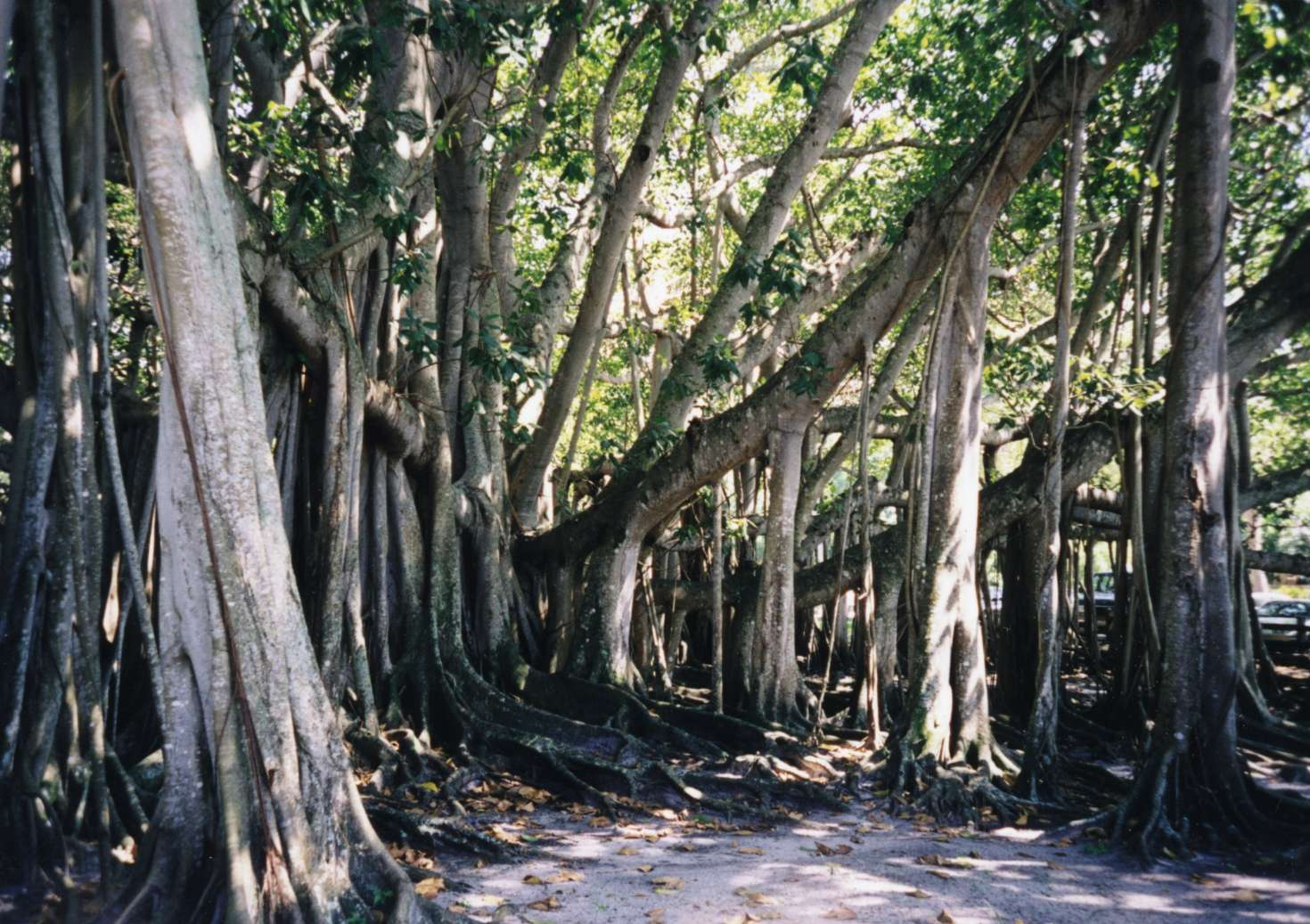
Einen solch riesigen Banyanbaum bewunderten Märter und Boos nahe ihrer Wohnung auf den Bahamas.

Die Provinzialnachrichten aus den Kaiserl. Königl. Staaten berichteten am 14. Juni 1783:
„Hr. Prof. Märter, Lehrer der Naturgeschichte und Oekonomie am k. k. Theresian hat am 27ten April mit seinem Gefolge, seine Reise zur Erweiterung der Kenntnisse in der Naturgeschichte und zu Bereicherung des k. k. botanischen Gartens in Schönbrunn, der Menagerie und des kaiserl. Naturalkabinets angetretten.“
Noch ohne Vorstellung davon, wie sie Amerika erreichen sollten, fuhren die Forscher vorerst nach Brüssel, von wo aus Märter nun doch noch Holland besuchte konnte. Dann wurde beschlossen, dass sie den neuernannten kaiserlichen Agenten in den Vereinigten Staaten, Frédéric Baron de Beelen (1740–1805), nach Philadelphia begleiten sollten. Um ihn zu treffen, reisten sie nach Paris. Dort besichtigten sie den Jardin du roi und das Cabinet d’histoire naturelle. Im August bestiegen sie mit Beelen und dessen Familie in Le Havre die amerikanische Fregatte General Washington, im Gepäck Empfehlungsschreiben Benjamin Franklins.
Auf der 40-tägigen Seereise erlebten sie drei schwere Stürme. Märter schrieb an Born: „(…) das Schif wurde bald zur linken, bald zur rechten, bald vorne so sehr niedergedrückt, daß wir nicht anderst, als jeden Augenblick für den lezten unseres Lebens halten konnten (…)“ Der Expeditionsleiter war laut Moll während der ganzen Überfahrt seekrank und sprach fast kein Wort. Umso euphorischer berichtete er Cobenzl am Tag nach der Ankunft in Philadelphia, Amerika scheine „das beglückteste Land und ein wahres irdisches Paradis zu seÿn: Die Annehmlichkeit des Himmelsstriches, die Fruchtbarkeit des Erdbodens und die Menge der allerorten vorkommenden neuen Gegenständen haben mich in ein so vergnügtes Erstaunen versetzt, daß ich mich bisher noch nicht wieder daraus zurückbringen konnte.“
In Philadelphia machte Märter die Bekanntschaft des amerikanischen Botanikers William Bartram (1739–1823), der in der Folge über Beelen wiederholt Pflanzen und Samen an Märter bzw. direkt nach Wien lieferte. Geplant war, vor Beginn der kalten Jahreszeit in die Südstaaten der USA weiterzureisen, doch das Schiff, auf dem in Ostende die gesamte „Equipage“ vorausgesandt worden war, ließ auf sich warten. Ohne geeignete Kleidung, Bücher und Geräte musste man in Philadelphia ausharren. Märter wollte sich nach der Botanik der Zoologie und der Mineralogie widmen. Moll zeichnete Kryptogame, Landschildkröten und Vögel. Bei schon ziemlich rauer Witterung sammelten Stupić mit Boos und Moll mit Bredemeyer an Samen, was in der Umgebung (Pennsylvania, westliches New Jersey) zu finden war.
Im November fuhren Stupić und Boos, im Dezember Moll und Bredemeyer per Schiff von Philadelphia nach Charleston (South Carolina). Märter wählte den beschwerlicheren Landweg. Im rekordkalten Winter 1783/84 durchquerte er mit dem Naturforscher Johann David Schöpf (1752–1800), der im Unabhängigkeitskrieg als Arzt der ansbach-bayreuthischen Hilfstruppen Englands gedient hatte, zu Pferd Pennsylvania, Maryland, Virginia sowie North und South Carolina. Die mineralogischen Beobachtungen, welche er dabei machte, sind jenen von Schöpf sehr ähnlich.
Im Januar 1784 in Charleston eingetroffen, plante Märter, Stupić und einen Gärtner auf die Bahamas zu entsenden, die zuvor erst ein einziger Naturforscher betreten hatte, selber mit einem Begleiter die beiden Carolinas und die Westküste Floridas zu bereisen, den vierten Begleiter in Charleston das Sammelgut pflegen zu lassen und Ende Sommer dort wieder mit den andern zusammenzutreffen. Da Stupić aber noch nicht genügend Englisch sprach, änderte er im März seine Pläne und schickte ihn nach North Carolina, wo es einige wenige Deutsche gab. Moll und Bredemeyer blieben in Charleston. Märter fuhr mit Schöpf und Boos über St. Augustine (San Agustín) in Ostflorida nach New Providence auf den Bahamas. Er war dabei wieder dauernd seekrank und kehrte im Mai nach Charleston zurück. Boos besuchte während eines halben Jahres zahlreiche Inseln der Bahamas, obwohl es dort an Lebensmitteln und selbst an Trinkwasser fehlte. Einmal fuhr er 36 Tage lang mit einem Wrackplünderer und einem Schwarzen auf einer kleinen Schaluppe von Insel zu Insel. Während eines Sturmes sah er dabei den Sohn des Sklaven ertrinken und bewunderte die Seelenstärke des Vaters. Schöpf kehrte im Juni nach Europa zurück. Er scheint drei der sieben veröffentlichten Reiseberichte des „Hrn. Prof. Martyr“ nicht gekannt zu haben, und dieser seinerseits erwähnt Schöpf überhaupt nirgends.

## Aus Märters Berichten

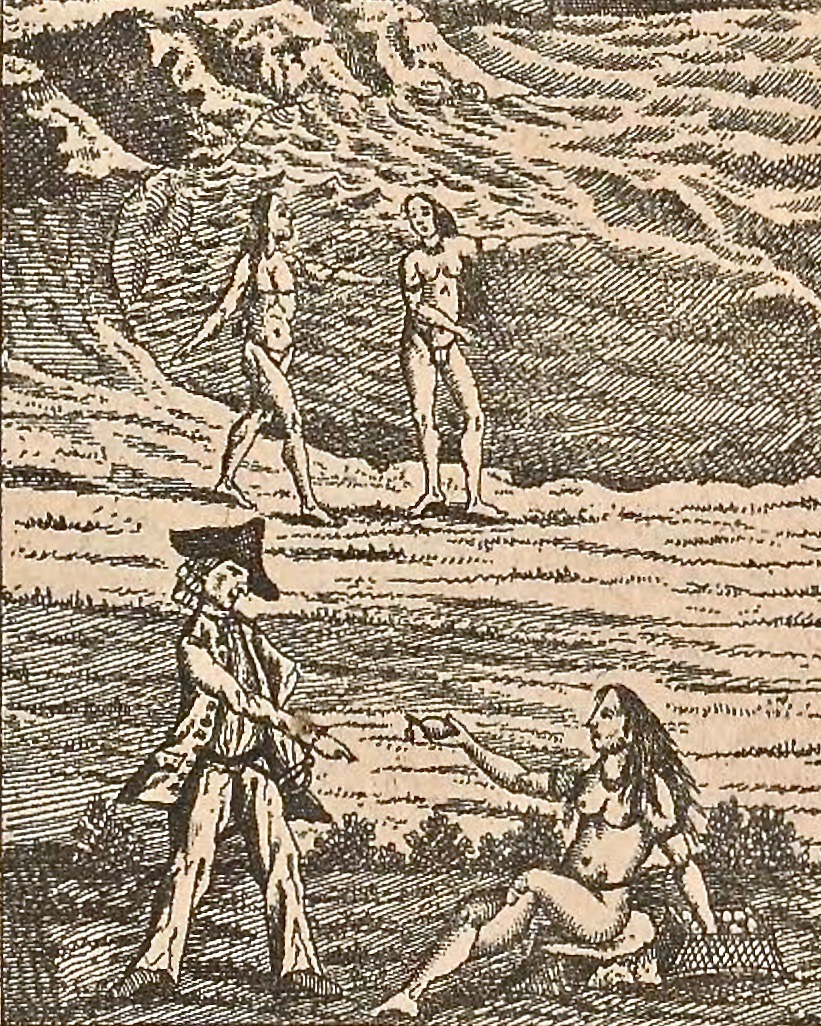
Indigene als Edle Wilde (Jacquin, 1763).

Märters erwähnte Berichte sind an Born gerichtet. Sie erschienen in dessen Freimaurerzeitschrift Physikalische Arbeiten der einträchtigen Freunde in Wien und zuvor auszugsweise in der ältesten Tageszeitung der Kaiserstadt, dem Wienerblättchen. (Die Zitate sind nach den Manuskripten korrigiert.) Märter behandelt darin ein breites Feld von Themen. Unter den einheimischen Nutzpflanzen Pennsylvanias nennt er an erster Stelle das „Indian Korn“, gemeint den als Nahrung für Sklaven und Vieh sowie für den Export angebauten Mais. Den Landwirtschaftsexperten interessierten aber auch Unkräuter wie Ambrosia. Was die Tierwelt betrifft, so bezeichnet er den Waschbären als „sehr artig und leicht zu zähmend“ – Boos ließ später mitgeführte Exemplare frei, als Ratten während des Seetransports nach Europa seine Pflanzen anfraßen. In den zahlreichen Schlangen hingegen sah Märter „scheußliche Bestien“. Noch kein Gegenstand der Besorgnis war für ihn die schrankenlose Jagd, deren Zeuge er beim Vogelzug wurde. Sicher hätte er es nicht für möglich gehalten, dass die in „Heeren“ einfallende Wandertaube – neben dem Bison das Symbol für den Raubbau an der Natur in Nordamerika – schon 1914 ausgerottet sein würde.
Von der Kultivierung des Landes versprach sich Märter eine Verbesserung des rauen Klimas. Zum Wohlstand Pennsylvanias trage maßgeblich der Fleiß deutscher Siedler bei. „Da es indessen lauter Leute von der niedrigsten Klasse sind, die sich um ihre Schiffsfracht zu verdienen hier noch einige Jahre als Sklaven musten brauchen lassen, kann man freylich nichts anders als die rohesten Sitten und die gröste Unwissenheit in allem, was zur heutigen Aufklärung gehört von ihnen erwarten.“ Während die Quäker Vieh wie in Holland oder der Schweiz hätten, sei jenes der Deutschen klein und unansehnlich. Das Ackerland ließen sie bei abnehmender Fruchtbarkeit einfach brachliegen, er habe keinen einzigen Dungbehälter gesehen. Arbeitskräftemangel in der Landwirtschaft führe zu hohen Löhnen, und diese machten die Industriearbeit unattraktiv. Deshalb würden noch fast ausschließlich Agrarprodukte ausgeführt (in die Karibik) und die Industriewaren eingeführt (aus Europa).
In Philadelphia erstaunte ihn die Vielfalt der Konfessionen: „(…) man findet hier Juden, Presbiterianer, Sandemanianer, Lutheraner, Pabtisten, Anapabtisten, Methodisten, Separatisten, Herrnhuter (…) und Quäker die vorzüglich einen sehr grossen Theil ausmachen.“ Weiter schreibt Märter, Amerikas Demokratie befinde sich in einer „gewaltigen Gährung“, und lässt durchblicken, dass er den aufgeklärten Despotismus Josephs II. vorzog. Dass Virginia schwächer besiedelt war als die nördlichen Bundesstaaten, führt er auf die Aufteilung des Landes unter adlige Großgrundbesitzer zurück, die weite Gebiete unbebaut ließen. Er kritisiert, dass dort „alle häuslichen Geschäfte sowohl als Feldarbeiten blos von schwarzen Sklaven verrichtet werden und man es einem Weissen zur Schande anrechnen würde ihn bey der geringsten Arbeit anzutreffen, da(ss) also blos solche Leute das Land bearbeiten, die unter dem härtesten Joche, das allen Trieb zur Thätigkeit unterdrückt, seufzen.“ Über die Südstaatler britischer Herkunft müsse er sagen, „dass Stolz, Rohheit und Ausgelassenheit ihr Betragen vorzüglich charakterisire (…) dazu das übliche und zum Theil auch nothwendige grausame Verfahren gegen die Sklaven nicht wenig beytragen mag.“
Zur Entdeckung der Bahamas durch Kolumbus bemerkt Märter: „Es waren zu jener Zeit dise Inseln von sehr gutherzigen und dienstwilligen Indianern (…) bewohnt, die aber bald nachher von der allerchatolisch(s)ten Nation, vermuthlich aus Eÿfer zum wahren Christenthume, mit ihrem eigenen Blute getauft, und bis auf den lezten Mann zur Seeligkeit befördert wurden (…)“ Die zitierten Äußerungen haben einen klaren Bezug zu den Reformen Josephs II. (Toleranzpatent, Untertanenpatent). Informationen aus Märters Berichten gingen in ein zeitgenössisches Kinderbuch ein. Dass er keine weiteren mehr schrieb, ist wohl darauf zurückzuführen, dass er erkrankte und mangels Helfern auch als Gärtner und Tierpfleger arbeiten musste. Vor allem aber hatte ihm Cobenzl geschrieben, „daß nicht meine Beobachtungen und Reisebeschreibung, sondern der Zustand des Schönbrunner Gartens für mich mit der Zeit das Wort sprechen müsse“.

## Das Expeditionsteam zerbricht

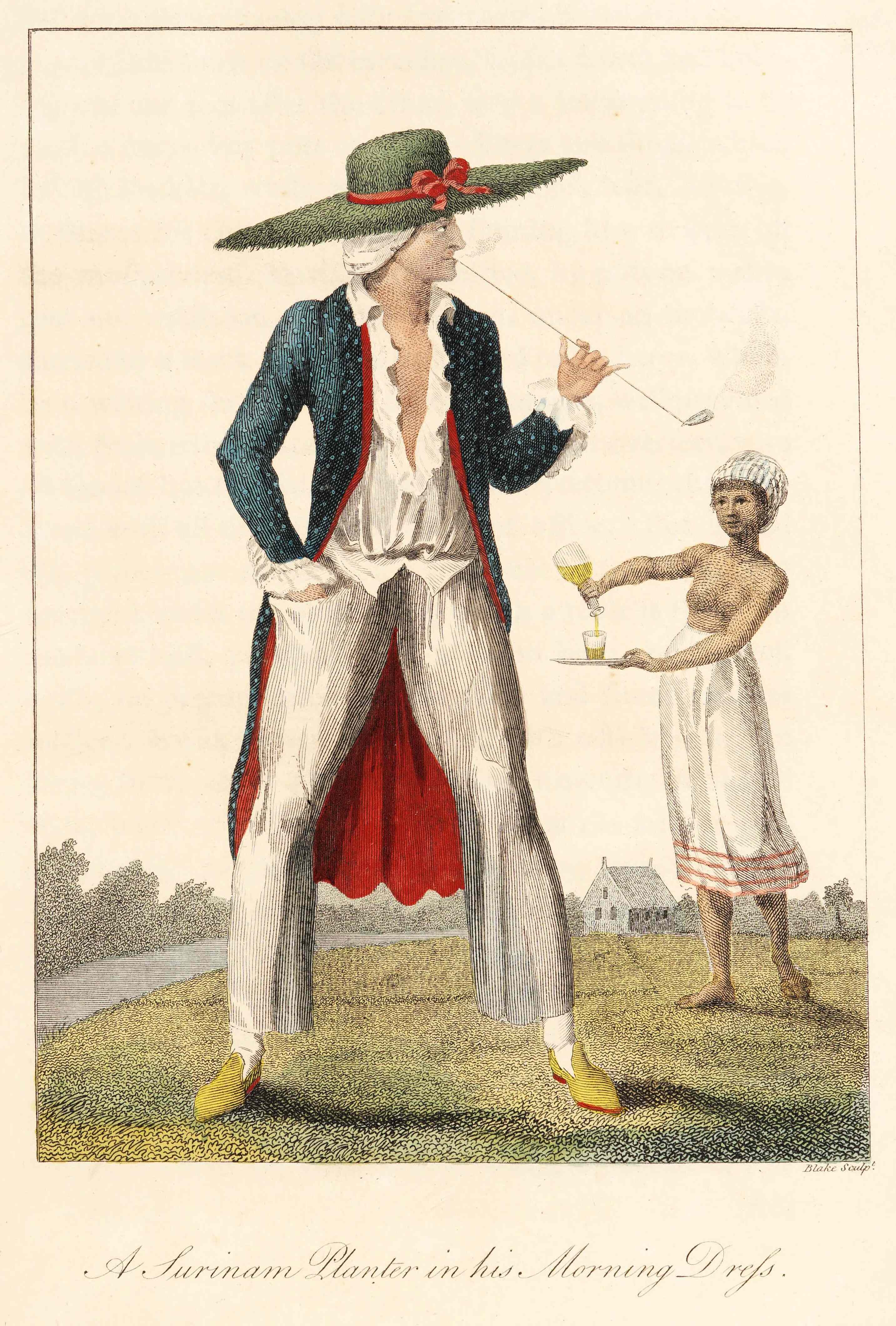
Herr und Sklavin (William Blake nach John Gabriel Stedman, 1796).

„Karolina ist im Frühlinge ein Paradies, im Sommer eine Hölle, und im Herbste ein Hospital.“

Von Juni bis November 1784 brachte Bredemeyer den ersten Transport von Sammelgut von Charleston über London und Ostende nach Wien. Bei dieser Gelegenheit beklagte sich Märter bei Cobenzl, seine Begleiter hätten ihn die Pflanzen und Tiere allein pflegen lassen. Die zwei Gärtner handelten nach dem „noch in Wien aus einer unreinen Quelle geschöpften Vorsatz“, ihm bei jeder Gelegenheit hinderlich zu sein. Bredemeyer betrage sich außerdem, „als wenn er nur um sich etwas zu gute zu thun wäre abgeschickt worden“, weshalb er am guten Gelingen des Transports zweifle.
Märter deutete an, Moll und Stupić hätten sich dem Laster ergeben, dem „allzugroße Freÿheit“ Vorschub leiste. Damit meinte er wohl zumindest im Fall Molls, der seine Habe einer Magd ohne Familiennamen hinterließ, das Konkubinat mit einer Sklavin. Der Maler, welcher ihm zuvor am nützlichsten gewesen sei, träume nun von „goldenen Bergen“, zu denen ihm seine Kunst in Amerika verhelfen werde. Während seiner Abwesenheit auf den Bahamas habe er keinen Pinsel mehr für ihn angerührt. Und auch nachdem er auf die unhöflichste Weise eine Gehaltserhöhung ertrotzt habe, sei er nachlässig geblieben, um seine Entlassung zu erhalten. An Stupić habe er ebenfalls keine Hilfe. Dazu mache dieser durch „Unbeholfenheit und außerordentliches Betragen“ die Expedition lächerlich. Er habe sogar ausgestreut, er betrüge ihn, weil er ihm die Besoldung nach dem lokalen statt dem Wiener Wechselkurs auszahle. Er habe ihn nur deshalb nicht mit dem Sammelgut zurückgesandt, weil er sonst dessen völligen Verlust riskiert hätte. Weiter schrieb Märter, er wolle die bevorstehende Hurrikansaison (Juni–November) in Charleston verbringen und von dort aus Georgia besuchen. Fahrgelegenheiten nach Ostindien ließen sich vorerst ohnehin nicht finden.
In South Carolina mit seinem feuchten, subtropischen Klima war die verbreitetste Krankheit bis ins frühe 20. Jahrhundert die Malaria. Auch Märter erkrankte am „Wechselfieber“, plante aber trotzdem, im Herbst die Appalachen zu erkunden. Er wollte Bäume mit nutzbarem Holz sammeln und im Frühjahr 1785 nach Wien senden. Da keine Schiffe nach Spanisch-Amerika fuhren, entschied er sich, anschließend die französischen Inseln in Westindien zu besuchen. Erste Station sollte Cap-Français (Cap-Haïtien) in Saint-Domingue (Haiti) sein. Moll wies er an, „als unzufriedenes und gänzlich unbrauchbares Glied unserer Gesellschaft (…) mit dem ersten Schife nach Europa abzugehen“. Darauf quittierte dieser den Dienst und etablierte sich in Charleston als Zeichenlehrer und Silhouetteur. Märter behielt ein Album mit rund 150 Duplikaten von Silhouetten, die Moll während der Expedition geschnitten hatte. Es befindet sich heute im Royal Ontario Museum der kanadischen Stadt Toronto, zu deren Gründern Molls Bruder William Berczy gehörte.
Märter wollte auch Stupić zurückschicken, der auf seinen Dienst, ja selbst auf den Kaiser schimpfe. Von einer Exkursion habe er eine einzige Pflanzenart mitgebracht, die zudem bereits bekannt sei. Wenn er den nächstjährigen Transport betreuen solle, müsse man ihm in Europa einen Gärtner mitgeben. Im Sinne einer letzten Chance nahm Märter Stupić in die Appalachen mit. Da wurden sie wegen einer lebensgefährlichen Erkrankung von Boos nach Charleston zurückgerufen, wo der Expeditionsleiter nun lange Zeit auch dessen Aufgaben übernehmen musste.

## Französische Antillen, Puerto Rico

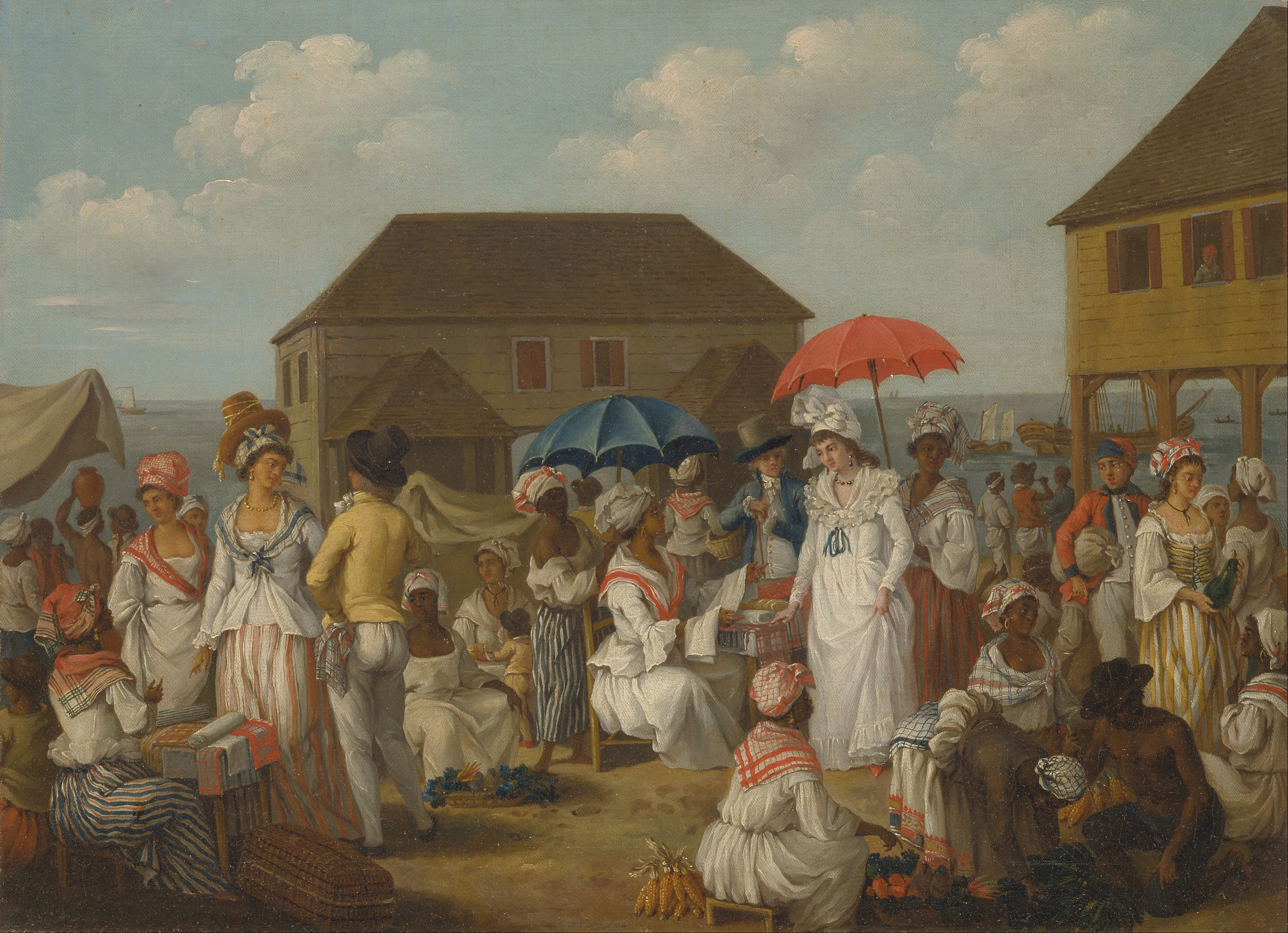
Markt auf den Antillen (Agostino Brunias, etwa 1780).

Wie Märter befürchtet hatte, brachte Bredemeyer nur Teile seines Transports heil nach Wien. Trotzdem entsandte ihn Joseph II. Ende 1784 wieder nach Amerika, worum Bredemeyer gebeten hatte. Dies zeigt, dass Märter kein so schlechter Chef war, wie der Kaiser nach dem Absprung von Moll und Stupić gemeint hatte. In Begleitung des Gärtnergesellen Joseph Schücht († 1812) fuhr Bredemeyer über Bordeaux nach Saint-Pierre auf Martinique, wo er im März 1785 eintraf. Zwar blieb er dort lange ohne Nachricht vom Expeditionsleiter, doch benützte er den Aufenthalt zum Botanisieren.
Märter befand sich noch immer in Charleston. Im Februar hatte er mit einer Samensendung wildwachsenden Indigo und gegen Würmer resistenten Kohl nach Wien gesandt. Als er auch Stupić die sofortige Rückreise befahl, eröffnete dieser in der Stadt eine Arztpraxis. Märter wollte nun Boos auf die Antillen vorausschicken und den zweiten Transport lebender Pflanzen und Tiere zumindest bis England selber begleiten. Als er aber eine Einladung der 1784 gegründeten gelehrten Gesellschaft Cercle des Philadelphes (Kreis der Bruderliebenden) in Cap-Français erhielt, anvertraute er den Transport Boos. Dieser brachte einen größeren Teil der Fracht heil nach Wien als Bredemeyer. Dies wohl auch deshalb, weil er früher im Jahr (im Mai statt im Juni) aufbrechen konnte und dank größerem Aufwand weniger lang (vier statt fünf Monate) unterwegs war.
In Märters Interesse subskribierte Beelen den Katalog amerikanischer Waldbäume und Sträucher des pennsylvanischen Botanikers Humphry Marshall (1722–1801). Nutzen für Märters geplanten Aufenthalt in Peru und Chile erwartete er vom Verzeichnis des naturgeschichtlichen Materials, das der französische Botaniker Joseph Dombey (1742–1794) dort gesammelt und Anfang 1785 nach Europa gebracht hatte.
Im Juni wollte Märter Bredemeyer und Schücht in Martinique abholen, doch zwang ihn die Seekrankheit, in Pointe-à-Pitre auf Guadeloupe haltzumachen. Er und die Gärtner trafen sich erst im August in Cap-Français. Zeitweise waren alle drei krank. Märter konnte aus gesundheitlichen Gründen ein halbes Jahr lang nicht sammeln. Bredemeyer bereiste bis im Februar 1786 als erster Botaniker überhaupt das spanische Puerto Rico. Märter wurde im September in den Cercle des Philadelphes aufgenommen. Durch seine Vermittlung lieferte der Botaniker Thomas Walter (1740–1789) in Santee (South Carolina) Samen nach Wien.
Obwohl auch Boos Probleme mit Stupić gehabt hatte, war in den Augen des Kaisers der „streitsüchtige“ Märter am Absprung seiner Stellvertreter schuld. Er sollte daher keine neuen Mitarbeiter mehr erhalten und mit Boos nach Ostindien reisen. Laut einer Pressemeldung vermutete man ihn im Oktober 1785 bereits am Kap der Guten Hoffnung. In Wirklichkeit aber befand er sich noch immer in Cap-Français. Von dort aus stellte er Cobenzl die Frage, warum denn Bredemeyer zu ihm zurückgekehrt sei, wenn er ein so schlechter Chef sei. Er gedenke etwa im Dezember nach Jamaika, Havanna und Mexiko weiterzureisen und an der Pazifikküste Amerikas Mineralien zu sammeln. Von Peru aus wolle er dann Schücht über Acapulco und Havanna nach Cádiz zurücksenden und mit Bredemeyer nach Manila und China übersetzen. Weiter schrieb er, er habe schon eine „westindische Farbe“, vertrage jedoch nach wie vor die Tropenhitze schlecht und Seereisen überhaupt nicht.

## Bredemeyer in Venezuela

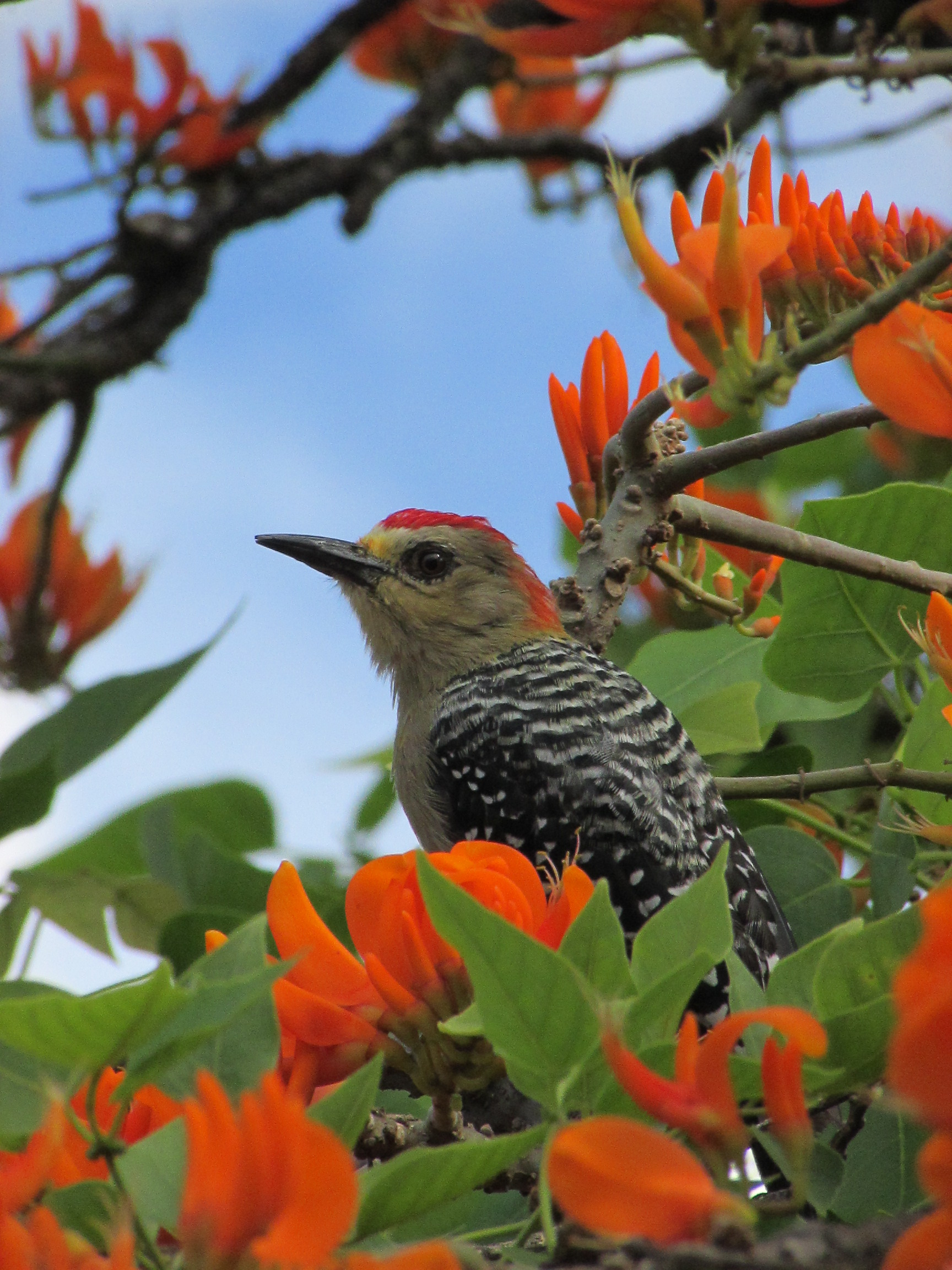
Rotkappenspecht auf blühendem Bucaré (Korallenbaum), Venezuela.

Im Februar 1786 wurden Bredemeyer und Schücht von Märter nach Venezuela entsandt. Über Puerto Rico und den Hafen La Guaira erreichten sie im März Caracas. Ursprünglich hätte wohl Boos diesen Teil des spanischen Vizekönigreichs Neugranada bereisen sollen. Jedenfalls war Bredemeyer mit einem Pass versehen, der auf dessen Namen lautete, was nicht nur ihm, sondern später auch den Historikern Probleme bereitete. Die Gärtner wurden der Wirtschaftsspionage verdächtigt und kämpften mit Geldsorgen. Für diese Schwierigkeiten machte man in Wien offenbar Märter verantwortlich, den Bredemeyer aber in Schutz nahm: Er habe ihn in Saint-Domingue als „sehr rechtschaffen“ kennen gelernt, „so das ich mich vor sehr glücklich geschätzt (hätte,) die ganze Weldt mit ihm zu umreisen“.
Bredemeyer und Schücht stellten einen Schwarzen als Gehilfen ein und kauften sich Maultiere.  Im September reisten sie von Caracas ostwärts nach Guatire, Caucagua und Capaya (alle im heutigen Bundesstaat Miranda). In Guatire lernten sie den Musikpädagogen Pedro Palacios y Sojo kennen, der später von Joseph II. Instrumente und Noten erhalten haben soll. 13 Jahre vor Alexander von Humboldt und Aimé Bonpland sahen sie bei Capaya im tropischen Regenwald der Küstenkordillere den Amerikanischen Kuhbaum (Brosimum utile). Darüber berichtet der Schriftsteller Johann Baptist Rupprecht (1776–1846) nach Bredemeyers Angaben: „Der im höchsten Grade aufgeregte und befriedigte Entdecker hielt ein vergnügtes Mittagsmahl unter ihm und man trank nicht nur von der angezapften, ziemlich reichlich strömenden Milch, sondern ließ Mais und Cassavabrot sogleich davon betröpfeln und sammelte die Milch nebstbey in die starken Fruchtschalen vom (…) Calabaschbaume (Crescentia cujete) und befand sich sehr wohl dabey.“ Von März bis Mai 1787 hielten sich Bredemeyer und Schücht westlich von Caracas in den Tälern des heutigen Bundesstaats Aragua und den Llanos (Ebenen) auf. Im April 1788 schifften sie sich in La Guaira wieder ein. Was ihre Ausbeute betrifft, versprach Bredemeyer Cobenzl, er werde „ein Wunder der Natur unter so vielen Capitalpflanzen sehen“. Über das niederländische Curaçao, wo sie den amerikanischen Schoner The Commerce charterten, erreichten sie im Juli Amsterdam und im September Wien.
180 Blätter von Bredemeyers Herbarium befinden sich heute im Botanischen Museum Berlin-Dahlem. Der Botaniker Carl Ludwig Willdenow (1765–1812) entnahm Bredemeyers Unterlagen unter anderem die Beschreibung von Kakaoplantagen in Venezuela. Diese würden von rotblühenden Bucarés (Korallenbäumen) beschattet, „welches einen prachtvollen, äusserst ergötzenden Anblick und einen sehr angenehmen kühlen erquickenden Aufenthalt gewährt, der während der Blüthezeit der Bucare um so viel reizender ist, da alsdann ein zahlreiches Heer der schönsten und grössten Papageyen, die diese Blumen zu verzehren kommen, diese (…) Wälder mit geschwätzigen Tönen beleben und durch ihr vielfarbiges Gefieder verschönern“. Heute sind nach Bredemeyer die Pflanzengattung Bredemeyera und verschiedene Pflanzenarten benannt.

## Märter auf Jamaika
Unterdessen hatte Märter im Hôpital de la Charité von Cap-Français gelegen. Immer noch mit dem Fernziel Ostindien, war er im Februar 1786 nach Kingston auf Jamaika aufgebrochen. Dort ging es ihm besser, so dass er plante, einen Abstecher an die Miskitoküste (britisches Protektorat in Nicaragua und Honduras) zu machen bzw. nach Mexiko weiterzureisen. Nach seinen Angaben forderte er Bredemeyer und Schücht auf, zu ihm zurückzukehren, doch hätten sie dies mit einer „unschicklichen Entschuldigung“ abgelehnt. Wegen seines schwankenden Gesundheitszustands scheint ihm aber auch freigestellt worden zu sein, über das kühlere Kanada heimzukehren. Im Oktober könnte er mit Nicolas Baudin (1754–1803) verhandelt haben, einem früheren Kapitän der französischen Kriegsmarine, der nach der Île de France unterwegs war und dann Boos von der niederländischen Kapkolonie dorthin mitnahm.
Auf Jamaika drang Märter ins gebirgige Innere vor und untersuchte wie später Humboldt und Bonpland in den Anden den Einfluss zunehmender Meereshöhe auf die Flora. Der schwedische Botaniker Olof Swartz (1760–1818) traf ihn auf dem Blue Mountain Peak an, wo er wieder krank war und das Essen nicht vertrug. Möglicherweise bedrückte ihn auch der Gedanke, nicht mehr nach Österreich zurückkehren zu können, weil er dort in Ungnade gefallen war. Jedenfalls schrieb Swartz später dem bereits erwähnten Joseph Banks, der nun die Royal Society präsidierte, wenn Märter auf Jamaika bliebe, wäre er für die Insel nützlicher als Thomas Clarke, der Leiter der dortigen Bath Botanical Gardens. Laut einer Pressemeldung entdeckte Märter viele Pflanzen, die Hans Sloane (1660–1753), Patrick Browne (1720–1790) und Jacquin entgangen waren. Er plante damals, das Frühjahr 1787 in Havanna zu verbringen und dann nach Mexiko weiterzufahren.
Nach eigenen Angaben sammelte Märter von Juni 1786 bis April 1787 3000 Pflanzen und erhielt auch Gewächse vom gegenüberliegenden Festland wie den Weihnachtsstern (Euphorbia pulcherrima). Ganz auf sich allein gestellt, beschloss er, seine Ausbeute selber nach Europa zu bringen, was ihm später als Eigenmächtigkeit angelastet wurde. Der Besitzer der höchstgelegenen Pflanzung Jamaikas, Matthew Wallen, informierte Banks im Mai, dass Märter bei ihm eingeführt zu werden wünsche. Als schon alles zum Einschiffen bereit war, traf aus Brüssel doch noch ein Helfer ein, aber nicht etwa ein Gärtner, sondern ein Perückenmacher und Händler. Dieser J. Grosjean verbrachte die ganze Rückfahrt im Bett. Über London erreichte Märter im August Brüssel, wo er 1800 lebende Pflanzen (darunter Zimt-, Mango- und Brotfruchtbaum) in Glashäusern überwinterte, während Grosjean die Samen und Vögel nach Wien brachte. Im April/Mai 1788 kaufte Märter noch in Holland und England Vögel und Pflanzen ein, um dann im Juni in die Kaiserstadt abzureisen.
Obwohl er bis zur Donau in Ulm „weder die Feder eines Vogels noch ein Blatt einer Pflanze“ verlor, erschien ihm der Landtransport mit flämischen Fuhrleuten, deren Köpfe härter „als die Reife ihrer Wagenräder“ seien, anstrengender als zwei Ozeanüberquerungen.

## Boos am Kap und auf den Maskarenen

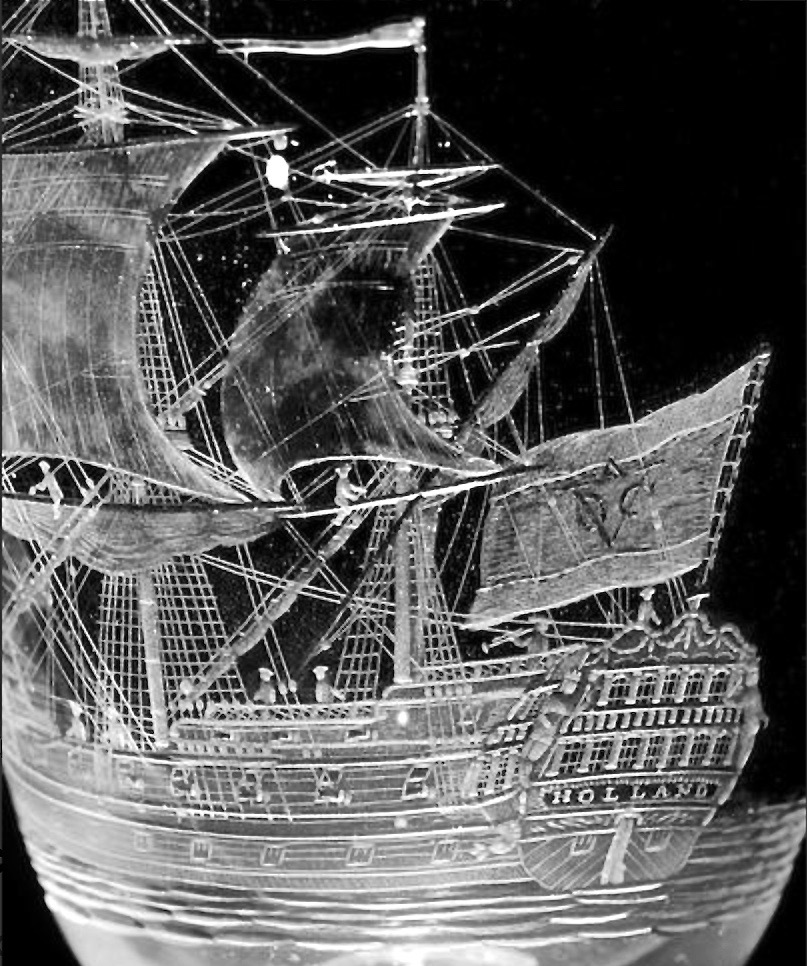
Die 1771 gebaute Holland (Jacob Sang zugeschriebenes geschliffenes Glas).

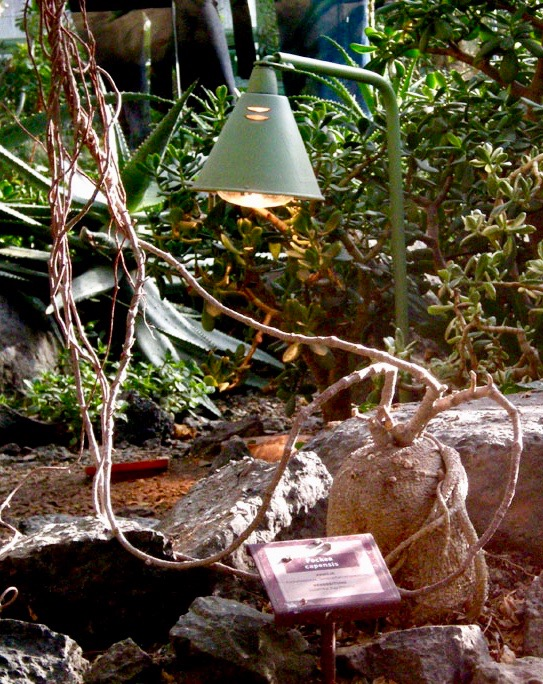
Fockea capensis mit steinklumpenförmigem Stamm (unten rechts) im Wüstenhaus in Schönbrunn.

Joseph II. war so begeistert darüber, was Boos mitbrachte, dass er ihn umgehend wieder auf Sammelreise schickte – aber nicht wie Bredemeyer zurück zu Märter, sondern direkt in die Kapkolonie und auf die Maskarenen. Diese Destinationen waren gerade wieder zugänglich geworden, nachdem der Englisch-Niederländische Krieg (1780–1784) beendet und der Konflikt zwischen der k. k. Monarchie und den Vereinigten Niederlanden um die Scheldesperre (1784/85) beigelegt worden war. Zusammen mit dem Gärtner Georg Scholl (1751–1831) fuhr Boos im Oktober 1785 nach Brüssel, konnte aber erst im Februar 1786 von Texel aus in See stechen. Auf der Holland der Niederländischen Ostindienkompanie herrschte größte Unordnung. Die Kajüte, die sie mit dem ängstlichen Kapitän Lars Jansen teilen mussten, glich einem Stall. Die Fahrt nach Kapstadt zog sich bis in den Juni hin. Auf dem Schiff brach eine Epidemie aus, die unter den 354 Personen an Bord 34 Tote forderte.
In der Kapkolonie ärgerten sich Boos und Scholl über Gouverneur Cornelis Jacob van de Graaff, der „im Wahne stand, nur durch die Gewalt des Schreckens und Aberglaubens vermöge die Republik ihre Herrschaft über die Hottentotten zu behaupten“. Besonders Scholl empörte die grausame Behandlung der Buschmänner: Der Bure habe ihnen ihr Vieh geraubt, ihre Kraale niedergebrannt, wenn er seine Farm vergrößern wollte, und den geringsten Widerstand mit dem Tode bestraft. Er habe sich eingebildet, „dieses Land sey seinetwegen erschaffen; denn er habe eine weiße Haut, und – eine Kugelbüchse, um seine Ansprüche durchzusetzen“. Zu Dank dagegen verpflichtete die Forscher der Entdeckungsreisende Oberst Robert Jacob Gordon (1743–1795), welcher die örtliche Garnison der Ostindienkompanie befehligte. Er installierte sie in einem Garten am Fuß des Tafelbergs und begleitete sie zusammen mit dem schottischen Botaniker Francis Masson (1741–1805) auf ersten kurzen Exkursionen. Im Herbst 1786 reiste er mit ihnen bis zur Halbwüste Karoo.
Scholl weisungsgemäß am Kap zurücklassend, fuhr Boos mit dem erwähnten Kapitän Baudin von Februar bis März 1787 auf die Île de France. Laut einem Empfehlungsschreiben an Céré, das ihm der kaiserliche Generalkonsul Jean de Pelgrom (1756–1820) mitgab, verband Boos ein „recht einfaches Äußeres“ mit seltenem Verdienst und völliger Hingabe an seine Aufgabe. Außer Céré, dem er Gegengeschenke des Kaisers für die Pflanzensendung von 1783 überbrachte, unterstützten ihn auch Gouverneur François de Souillac (1732–1803) und Joseph-François Charpentier de Cossigny (1736–1809), der auf seinem Gut in Palma einen Versuchsgarten unterhielt. Im Oktober besuchte Boos die Île Bourbon (La Réunion), durchwanderte mit dem Botaniker Joseph Hubert (1747–1825) deren gebirgiges Inneres und erlebte einen Ausbruch des Vulkans Piton de la Fournaise. Dagegen mied er Madagaskar, wo sich der spanische Botaniker Francisco Noroña (1748–1788) eben gerade eine tödliche Krankheit zugezogen hatte.
Für die Rückfahrt charterte Boos Baudins Pepita (Josepha), die in La pépinière (Die Gärtnerei) umgetauft wurde. Das Material, mit dem er im Dezember 1787 aufbrach, hatte nicht er allein zusammengetragen – die besten Naturkundigen der Île de France, ja ganz Ostindiens hatten dazu beigesteuert. Der Reichs-Post-Reiter vernahm von einem Korrespondenten: „Erreicht diese Sammlung Europa, so wird sie unter die ersten dieser Art gehören.“ Weil die Pépinière nur 320 Tonnen verdrängte, ließ Boos am Kap einen Teil des dort Gesammelten unter der Obhut des erkrankten Scholl zurück. Über Málaga und Triest erreichte er im August 1788 Wien. Baudin, den er sehr rühmte, war ihm dorthin vorausgereist. Die größten Tiere, die sie mitbrachten, waren zwei Zebras. Ebenfalls von dieser Mission stammen soll die angeblich älteste in gärtnerischer Pflege befindliche Sukkulente der Welt, eine Fockea capensis im Wüstenhaus von Schönbrunn.

## Märter in Brüssel
Hatte Europas Presse den Forschern bisher eine gewisse Beachtung geschenkt (vgl. Literaturverzeichnis), so blieb ihre Heimkehr unbemerkt. Joseph II. war von Katharina II. von Russland in den Türkenkrieg hineingezogen worden, und von der Front kamen Hiobsbotschaften. Die ursprünglich geplante publizistische Auswertung der Expedition durch Märter in Zusammenarbeit mit Moll unterblieb wegen des Auseinanderbrechens des Forscherteams. (Die übrigen Expeditionsteilnehmer waren dazu schon ihrer ungenügenden Deutschkenntnisse wegen nicht imstande.) Die nach Wien gelangten Pflanzen wurden von Jacquin in Beschlag genommen und später auf Lateinisch wissenschaftlich beschrieben. Wem er die einzelnen Arten verdankte, erwähnte er dabei nicht.
Märter wurde von Joseph II. 1788 zum Professor für Botanik und spezielle Naturgeschichte an der Universität der Österreichischen Niederlande ernannt, deren Verlegung von Löwen nach Brüssel bevorstand. Dort veröffentlichte er 1789 ein lateinisches Verzeichnis der Pflanzen in einem botanischen Garten, der auf Land eines aufgehobenen Klosters angelegt werden sollte. Die Stände von Brabant bewilligten dafür 50 000 Gulden. Zum Leiter des Gartens hatte die Regierung auf Vorschlag Märters Bredemeyer ernannt. Noch im erwähnten Jahr aber verunmöglichte die Brabanter Revolution den beiden die Fortsetzung ihrer Tätigkeit in Belgien.

## Baudin in Ostindien

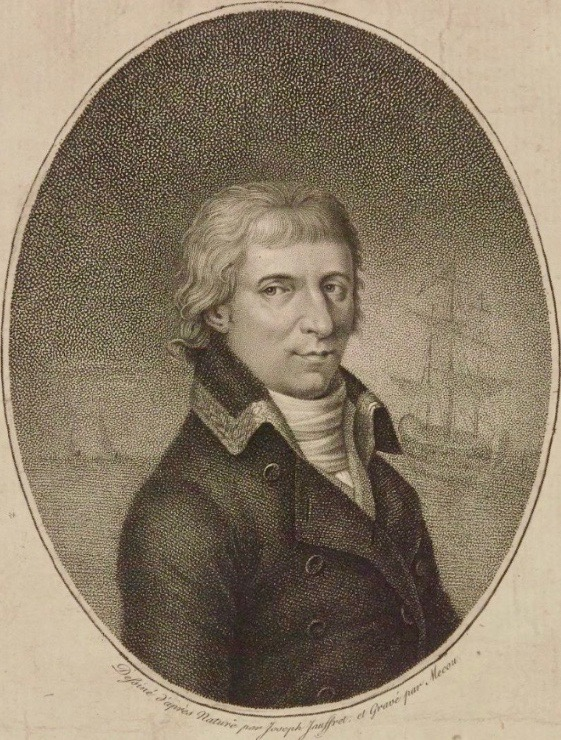
André-Joseph Mécou nach Joseph Jauffret: Nicolas Baudin, 1800.

Boos wurde nach seiner Rückkehr Adjunkt an der Menagerie und am Holländischen Garten in Schönbrunn. Der von ihm in die Pflanzen- und Tierpflege eingeführte Baudin brach 1788 zu einer teils kommerziellen, teils wissenschaftlichen Mission nach Ostindien auf. Im Anschluss sollte er Scholl zurückholen. Er verlor aber zwei Schiffe, die er beide La jardinière (Die Gärtnerin) getauft hatte. Das erste erlitt unter dem Kommando seines Stellvertreters auf dem Weg von Macao nach Nordamerika auf den Marianen Schiffbruch. Das zweite wurde 1789 noch auf Mauritius, wo er es kaufte, Opfer eines Zyklons.
1790 starb Joseph II., doch teilten seine Nachfolger Leopold II. und Franz II. sein Interesse an der Naturgeschichte. Boos wurde im erwähnten Jahr als Nachfolger van der Schots Direktor der Menagerie und gleichzeitig – ebenso wie Schücht – Hofgärtner. 1791 starb auch Born, den Schikaneder und Mozart als Sarastro in der Zauberflöte verewigt haben sollen, während der Vogelfänger Papageno an die Teilnehmer der Märter-Expedition erinnert und an die Vögel, welche sie nach Wien mitgebracht hatten.
Baudin kehrte auf fremden Schiffen nach Europa zurück und verhandelte in Wien über eine weitere Ostindienfahrt, zu deren Finanzierung Kaiser Leopold II. aber erst nach erfolgtem Rücktransport von Scholl und dessen Ausbeute 40 000 Gulden beitragen wollte. Kurz bevor die dritte Jardinière, eine Fregatte von 600 Tonnen und 20 Kanonen, mit Bredemeyer, van der Schots Sohn Joseph, einem Freiherrn von Andrian-Werburg sowie einigen k. k. Offizieren und Soldaten 1792 von Genua aus in See stach, starb der Kaiser, und der Erste Koalitionskrieg brach aus. Das Schiff lag darauf monatelang in Málaga fest. Nachdem sich Baudin erfolglos um eine Wiederaufnahme in die französische Kriegsmarine bemüht hatte, setzte er die Fahrt im Oktober fort. Während die Österreicher in die Heimat zurückkehrten, übernahm er das Sammeln von naturgeschichtlichem Material selber.
Bredemeyer wurde 1793 ebenfalls Hofgärtner in Schönbrunn. Er betreute die Obst- und Parkanlagen, später die Gärten der Erzherzöge, worunter das Alpinum. Eine Vogelsammlung, die Märter der Loge Zur wahren Eintracht geschenkt hatte, wurde nach dem Verbot der Freimaurerei durch Franz II. 1794 verkauft. Bredemeyers Herbarium gelangte nach Berlin. Das Schicksal der Herbarien von Märter und Boos ist nicht bekannt.
Baudin fuhr über Madeira und das Kap Richtung Neuholland (Australien), musste aber unterwegs wegen Sturmschäden umkehren und das Schiff in Bombay, wo ihm ein Großteil der Besatzung abgeworben wurde, reparieren lassen. Während sein Heimatland Frankreich die Sklaverei abschaffte, kaufte er auf dem Rückweg in Moçambique Sklaven. Diese konnten sich retten, als die dritte Jardinière 1794 bei Kap Agulhas, dem südlichsten Punkt Afrikas, auf ein Riff auflief und strandete. In der Folge behauptete der enttäuschte Scholl – wie eine Untersuchung ergab, zu Unrecht –, Baudin habe die Havarie inszeniert und Österreich damit geschädigt.
Im September 1796 fuhr Baudin im Auftrag des Direktoriums der Französischen Republik mit der Flûte La belle Angélique (Die schöne Angelika) von Le Havre nach Trinidad, um für Schönbrunn bestimmtes Sammelgut zu behändigen, das er nach eigenen Angaben dort zurückgelassen hatte (1791 bzw. 1794). Ein amerikanischer Ornithologe behauptete sogar, Baudin habe schon 1786 von Märter und Bredemeyer erworbene Bälge endemischer Vogelarten „gestohlen“ und auf die spanische Insel gebracht. Als er im April 1797 in Trinidad eintraf, befand sich dieses aber in der Hand der Engländer, so dass er unverrichteter Dinge abziehen musste. Wissenschaftlich ertragreich waren dafür die Aufenthalte, die das von Baudin geleitete Expeditionsteam in Teneriffa (November 1796–März 1797), Dänisch-Westindien (April–Juli 1797) und Puerto Rico (Juli 1797–April 1798) einschaltete. Im Juni 1798 kehrte er über Fécamp nach Paris zurück. Im darauffolgenden Monat wurden seine Palmen zusammen mit den von Bonaparte in Italien erbeuteten Kunstwerken im Triumph durch die Stadt geführt.

## Weiteres Schicksal der Forscher
Märter veröffentlichte 1796 eine Neuauflage seines Verzeichnißes der östreichischen Bäume und Sträucher, in der 500 statt wie zuvor nur gut 100 Arten beschrieben sind, 1797 eine Monografie über die Bateten (Süßkartoffeln), mit deren Anbau Boos und er experimentierten. Als Franz II. im letztgenannten Jahr die Theresianische Ritterakademie wiederherstellte, erhielt Märter eine Professur für Forstwissenschaft, behielt diese aber nur bis 1803. 1799 legte er in Hernals bei Wien eine kommerzielle Baumschule mit 300 französischen Tafelobstsorten an und errichtete daneben 1801 einen Freihof. 1806 verkaufte er beides unter Verweis auf gesundheitliche Probleme.
Scholl harrte bis 1798 am Kap aus und gelangte im folgenden Jahr über London und Hamburg wieder nach Wien. 1802 erhielt er das Amt des Hofgärtners im Belvedere. Baudin leitete 1800–1803 die nach ihm benannte französische Australienexpedition, starb aber vor deren Ende auf Mauritius an Tuberkulose. Boos wurde von Franz II. 1807 zum Direktor aller Hofgärten mit Ausnahme desjenigen in Laxenburg und 1810 zum kaiserlichen Rat ernannt. Märter veröffentlichte in den 1810er Jahren Bücher über forstwissenschaftliche Themen: die Erhöhung der Holzproduktion, den Ahornzucker, die Steinweichsel und das Maserholz. Schüchts gleichnamiger Sohn wurde Gärtner im kaiserlichen Privatgarten und nahm 1820/21 an der österreichischen Brasilienexpedition teil. Boos ging 1827 in Pension, worauf Bredemeyer seine Funktion als Direktor der Hofgärten übernahm und bis zum Tode behielt.

## Varia
- Aus den k. k. Staaten fuhren nicht nur Kaufleute und Naturforscher in ferne Länder: 1780–1784 bereiste ein ungarischer Graf Gyulay bereits zum zweiten Mal Ostindien.[183]
- Bolts hatte als Offiziere vier Teilnehmer der letzten Reise von Cook verpflichtet, worunter den Schriftsteller Heinrich Zimmermann (1741–1805).[184]
- Bauer unternahm mit der Cobenzl 1783–1786 eine rein kommerzielle Weltumseglung (in östlicher Richtung, mit einem Wechsel des Schiffs in Bombay und ohne das Ziel Nootka Sound).
- Märter hatte nicht nur für Wien Bestellungen auszuführen, sondern auch für Pavia, Brüssel und Fiume.[185]
- 1785 musste er in Charleston eintreffende Schiffe unter kaiserlicher Flagge vor einem möglichen Krieg mit den Vereinigten Niederlanden warnen.[186]
- Beelen schlug 1785 vor, in Ungarn und Flandern Versuche mit dem Anbau von Ginseng zu machen, den die USA nach China exportierten.[187]
- Ideen von Bolts flossen in die Planung der französischen Weltumseglung ein, die 1785–1788 unter Leitung von Jean-François de La Pérouse (1741–1788) stattfand.[188]
- Beelen vernahm 1789, Märter habe im vorangegangenen Sommer den Ohio und den Mississippi erforscht. Nun wolle er über Kalifornien nach Indien reisen und von dort auf dem Landweg nach Europa.[189] Hatte sich da ein Betrüger unter falschem Namen Kredit verschafft?
- Ebenfalls 1789 brach Thaddäus Haenke (1761–1816) von Wien auf, um an der spanischen Pazifik-Expedition von Alessandro Malaspina (1754–1810) teilzunehmen. Er starb im heutigen Bolivien.

## Benützte ungedruckte Quellen
In Wien (Österreichische Nationalbibliothek, Österreichisches Staatsarchiv), Brüssel (Belgisches Staatsarchiv) und andernorts existieren zahlreiche weitere nicht digitalisierte Akten.
Österreichische Nationalbibliothek, Sammlung von Handschriften und alten Drucken
- Cod. Ser. N. 3517.[190]
- Cod. Ser. N. 3794, 3. Konvolut.[191]

Universität Wien, Historische Sammlung des Fakultätszentrums für Biodiversität
- Joseph Boos: Biographische Skizze über Franz Boos, Pflanzensammler auf den Antillen und am Cap b(onae) Sp(ei), nachmahligen Hofgarten-Director in Schoenbrunn (1864). Fachbereichsbibliothek Botanik, J.-Nr. 6439, Sign. C38/29 (Digitalisat).

## Gedruckte Quellen und Literatur
Eine Gesamtwürdigung der Expedition unter gebührender Berücksichtigung aller Beteiligten (namentlich Märters und Baudins), von Zoologie, Mineralogie, Ökonomie und Politik sowie der außerhalb Wiens befindlichen Quellen steht aus.
18. Jahrhundert
- Münchner Stats-, gelehrte, und vermischte Nachrichten, 22. Juli 1782, S. 455 (Textarchiv – Internet Archive).
- Theses practico-medicæ quas (…) in (…) Universitate Vindobonensi publicæ disquisitioni submittit Math. Leopoldus Stupics Carlostadiensis (…) Mathias Andreas Schmidt, Vindobonæ 1782 (Digitalisat).
- Gazzetta universale o sieno Notizie istoriche, politiche, di scienze, arti, agricoltura ec. (Florenz), 17. August 1782, S. 532 (Digitalisat).
- Politisches Journal nebst Anzeige von gelehrten und andern Sachen (Hamburg), August 1782, S. 176 (Digitalisat).
- Drewry’s Derby Mercury, 3.–10. Oktober 1782, S. 2 (Digitalisat).
- Provinzialnachrichten aus den Kaiserl. Königl. Staaten (Wien), 14. Juni 1783, S. 756 (Digitalisat); 15. Oktober 1785, S. 2221 (Digitalisat).
- Friedrich Nicolai: Beschreibung einer Reise durch Deutschland und die Schweiz im Jahre 1781 (…) 4. Band, Berlin/Stettin 1784, S. 774/Anm. (Digitalisat).
- Saunder’s News-Letter, and Daily Advertiser (Dublin), 16. November 1785, S. 1 (Digitalisat).
- Journal encyclopédique et universel (Bouillon), 1. Dezember 1785, S. 372 (Digitalisat).
- Nikolaus Joseph von Jacquin: Anleitung zur Pflanzenkenntniß nach Linné’s Methode (…) Christian Friederich Wappler, Wien 1785 (Digitalisat).
- Auszüge aus Märters Berichten in: Das Wienerblättchen, Januar 1785, S. 200–202, 208–210, 241 f. (Digitalisat); Februar 1785, S. 26–28, 35 f. (Digitalisat); März 1785, S. 99 f., 115 f., 122–124, 132 f., 144–146 (Digitalisat).
- Philadelphia, den 15. September 1783, Herrn Professor Märters erstes Schreiben (…) über seine Reise von Europa bis nach Philadelphia in Nordamerika. In Ignaz Edler von Born (Hrsg.): Physikalische Arbeiten der einträchtigen Freunde in Wien, 1. Jahrgang, 3. Quartal, 1785, S. 53–66 (Digitalisat; Original: ÖNB, Cod. Ser. N. 3794, 3. Konvolut, fol. 1–7).
- Philadelphia, den 25. Sept. (lies: Oktober) 1783, Herrn Professor Märters zweytes Schreiben aus Philadelphia (…) Ebendort, 1. Jahrgang, 3. Quartal, 1785, S. 66 f. (Digitalisat).
- Philadelphia in Pensylvanien, den 14ten November 1783, Herrn Professor Märters Nachrichten über die natürliche Geschichte Pensylvaniens (…) Ebendort, 1. Jahrgang, 4. Quartal, 1785, S. 20–39 (Digitalisat; Original: ÖNB, Cod. Ser. N. 3794, 3. Konvolut, fol. 9–19, 54–64).
- Williamsburg in Virginien, den 20. Dezember 1783, Herrn Professor Märters Nachrichten aus Virginien (…) Ebendort, 1. Jahrgang, 4. Quartal, 1785, S. 93–100 (Digitalisat; Original: ÖNB, Cod. Ser. N. 3794, 3. Konvolut, fol. 26–31).
- Herrn Professor Märters mineralogische Bemerkungen auf einer Reise von Philadelphia in Pensilvanien nach Charleston in Karolina.[192] Ebendort, 1. Jahrgang, 3. Quartal, 1785, S. 82–87 (Digitalisat).
- St. Augustin in Ostflorida, den 17. März 1784, Ebendesselben (Märters)  Nachrichten aus Ostflorida (…) Ebendort, 1. Jahrgang, 4. Quartal, 1785, S. 101–107 (Digitalisat; Original: ÖNB, Cod. Ser. N. 3794, 3. Konvolut, fol. 21–25).
- Herrn Professor Märters Nachrichten aus den Bahamischen Inseln (…) New-Providence, den 15. May 1784. Ebendort, 2. Jahrgang, 1. Quartal, 1786, S. 58–84 (Digitalisat; Original: ÖNB, Cod. Ser. N. 3794, 3. Konvolut, fol. 32–51).
- Nicolai Josephi Jacquin observationes botanicæ (Forts.) In: Nicolai Josephi Jacquin collectanea ad botanicam, chemiam et historiam naturalem spectantia, cum figuris, Christian Friederich Wappler, Vindobonæ, Band 1, 1786, S. 33–170 (Digitalisat); Band 2, 1788, S. 260–374 (Digitalisat); Band 3, 1789, S. 167–276 (Digitalisat); Band 4, 1790, S. 93–226  (Digitalisat); Supplementum cum figuris coloratis, 1796, S. 3–163 (Digitalisat).
- Kentish Gazette (Canterbury), 6. März 1787, S. 3 (Digitalisat).
- Extrait du Journal des Isles de France & de Bourbon, Nr. 22, Imprimerie Royale, (Port-Louis) 1787.[193]
- Johann David Schöpf: Beyträge zur mineralogischen Kenntniß des östlichen Theils von Nordamerika und seiner Gebürge. Johann Jacob Palm, Erlangen 1787 (Digitalisat).
- Johann David Schöpf: Reise durch einige der mittlern und südlichen vereinigten nordamerikanischen Staaten nach Ost-Florida und den Bahama-Inseln, unternommen in den Jahren 1783 und 1784. Johann Jacob Palm, Erlangen 1788, 2 Theile (1: Digitalisat; 2: Digitalisat).
- Tableau du Cercle des Philadelphes, établi au Cap-François avec l’approbation du Roi, le 15 août 1784. Imprimerie Royale, Cap-François 1787, S. 4 (Digitalisat).
- Reichs-Post-Reiter (Altona), 10. Juni 1788, Seite 5 (Digitalisat).
- Wiener Zeitung, 18. Juni 1788, S. 1494 (Digitalisat).
- Provinzialnachrichten aus den Kaiserl. Königl. Staaten über Statistik, Oekonomie, Handlung, Künste und Wissenschaften (Wien), 14. März 1789, S. 329 f. (Digitalisat).
- Georg Ernst Kletten (Hrsg.): Wiener medizinische Monatschrift, 1. Band, Joseph Georg Oehler, Wien 1789, S. 253 (Digitalisat).
- Fundamenta et termini botanici, congesta secundum methodum, et ad ductum Celeberr. Eq. Car. à Linné, in usum prælectionum theoreticarum à F. J. Märter (…) Matthæus Lemaire, Bruxellis 1789 (Digitalisat).
- Georg Christian Raff, fortgesetzt durch Christian Carl Andre: Geographie für Kinder. 3. Theil, Wilhelm Heinrich Schramm und Johann Friedrich Balz, Tübingen 1791, S. 10, 21, 175, 191 f., 386, 398 (Digitalisat).
- Kaiserlich-Königlicher Hof- und Ehrenkalender (…) Edler von Ghelensche Erben, Wien 1791, unpaginiert (Digitalisat); 1792, unpaginiert (Digitalisat); 1793, unpaginiert (Digitalisat).
- Intelligenzblatt der Allgem. Literatur-Zeitung (Jena), 5. Mai 1792, Spalte 435 (Digitalisat).
- Bemerkungen über die Lehranstalten der Botanik zu Wien, von einem durch Europa reisenden Botaniker. Anonym erschienen in Ernst Gottfried Baldinger: Neues Magazin für Aerzte, 14. Band, Friedrich Gotthold Jacobäer, Leipzig 1792, S. 789–798, hier: S. 794 (Digitalisat).
- Der Treibhausgärtner (…) Aus dem Englischen des Johann Abercrombie. Joseph Stahel, Wien 1792, Vorrede des Übersetzers J. E. Fr. v. L., S. 8/Anm. a (Digitalisat).
- Hof- und Staats-Schematismus (…) Joseph Gerold, Wien 1794, S. 386 (Digitalisat).
- Joseph Mayer: Uiber ein neues elastisches Harz aus Madagaskar. In: Neuere Abhandlungen der k. Böhmischen Gesellschaft der Wissenschaften, 2. Band, Johann Georg Calve, Prag 1795, S. 164–171, hier: S. 165–167 (Digitalisat).
- Franz Joseph Märter: Naturgeschichte der Bataten, süßen oder spanischen Kartoffeln. Nebst Bemerkungen und Versuchen über die Cultur derselben. Carl Schaumburg, Wien 1797 (Digitalisat).
- Nikolaus Joseph von Jacquin: Plantarum rariorum horti cæsarei Schœnbrunnensis descriptiones et icones (Beschreibungen und Abbildungen seltenerer Pflanzen des Schönbrunner kaiserlichen Gartens), 4 Bände, Christian Friederich Wappler, Viennæ 1797–1804 (Digitalisat), hier: Band 1, S. III–VI[194].
- Transactions of the Linnean Society. Band 5, J. Davis, London 1800 (Digitalisat), List of the Linnean Society, 1799, S. ( 7 ).

19. Jahrhundert
- Carl Ludwig Willdenow: Drei neue Pflanzen-Gattungen, Einige seltene Gewächse, Zehn neue Gattungen von Gewächsen (drei Aufsätze mit Informationen aus den Aufzeichnungen Bredemeyers). In: Der Gesellschaft Naturforschender Freunde zu Berlin neue Schriften, 3. Band, Berlin 1801, S. 403–453 (Digitalisat).
- Kurze Lebensgeschichte des Geheimen Hofraths und Medicinal-Praesidenten D. Schöph zu Ansbach (anonym erschienen). In: Der Gesellschaft Naturforschender Freunde zu Berlin neue Schriften, 3. Band, Berlin 1801, S. 600–605, hier: S. 603 (Digitalisat).
- Beschreibung des Kaiserlichen Lustschlosses Schönbrunn und des dabey befindlichen Gartens (anonym erschienen). 4 Abtheilungen, Joseph Oehler, Wien 1805 f. (1: Digitalisat; 2: Digitalisat; 3: Digitalisat; 4: Digitalisat).
- Burchard David Mauchart: Schönbrunn’s botanischer Reichthum (…) Joseph Geistinger, Wien/Triest 1805 (Digitalisat).[195]
- Alexandre de Humboldt (Red.): Essai sur la géographie des plantes, accompagné d’un tableau physique des régions équinoxiales (…) Fr. Schoell, Paris 1807 (Digitalisat).
- Hof- und Staats-Schematismus des österreichischen Kaiserthums. Hof- und Staats-Druckerei, Wien 1807 (Digitalisat), S. 58; 2. Jahrg., 1808 (Digitalisat), S. 46 f.
- André-Pierre Ledru: Voyage aux iles de Ténériffe, La Trinité, Saint-Thomas, Sainte-Croix et Porto-Ricco, exécuté par ordre du gouvernement français, de septembre 1796 à juin 1798 (…) 2 Bände, Arthus Bertrand, Paris 1810 (1: Digitalisat; 2: Digitalisat).
- Pomologische Anlagen in der Monarchie. In: Oekonomische Neuigkeiten und Verhandlungen (Prag), Dezember 1811, S. 459 (Digitalisat).
- Dominicalhof, nebst systematischer Obstbaumschule zu verkaufen (…) In: Wiener Zeitung, 24. Juni 1812, S. 12 (Digitalisat).
- David Mcpherson: The History of the European Commerce with India (…) Longman, Hurst, Rees, Orme and Brown, London 1812 (Digitalisat), S. 316.
- Beyträge zum gelehrten Österreich. (Fortsetzung.) In: Archiv für Geographie, Historie, Staats- und Kriegskunst (Wien), 6. Jahrgang, Nr. 156, 29. Dezember 1815, S. 756–758 (Digitalisat).[196]
- Joseph Boos (und Franz Boos): Schönbrunn’s Flora oder Systematisch geordnetes Verzeichniss der im kais. königl. holländisch-botanischen Hofgarten zu Schönbrunn cultivirten Gewächse. Geistinger, Wien/Triest 1816 (Digitalisat).
- Friedrich Mayer: Einige Nachrichten über botanische Gärten in und um Wien. In: Flora oder Botanische Zeitung (Regensburg), 30. Mai 1818, S. 245–253 (Digitalisat).
- Alexander von Humboldt, Aimé Bonpland: Reise in die Aequinoctial-Gegenden des neuen Continents in den Jahren 1799, 1800, 1801, 1802, 1803 und 1804. 3. Theil, J. G. Cotta, Stuttgart/Tübingen 1820, S. 65, 67, 182, 222 (Digitalisat).
- Gärten (sehenswürdige). In Franz Heinrich Böckh: Wiens lebende Schriftsteller, Künstler, und Dilettanten im Kunstfache. Dann Bücher-, Kunst- und Naturschätze und andere Sehenswürdigkeiten dieser Haupt- und Residenz-Stadt. (…) Selbstverlag, Wien 1822, S. 441–462 (Textarchiv – Internet Archive).
- (Johann Wilhelm Ridler:) Franz Boos, Director der k. k. Hofgärten. In: Oesterreichisches Archiv für Geschichte, Erdbeschreibung, Staatenkunde, Kunst und Literatur, 1832, 29. März, S. 150 f., 31. März, S. 153–155, 7. April, S. 166 f. (Textarchiv – Internet Archive), mehr nicht erschienen.
- Ueber Wiens Pflanzensammlungen. In: Allgemeine botanische Zeitung (Regensburg), 14. Juli 1832, S. 401–415, hier: S. 406 (Digitalisat).
- Charles Morren: Notice sur les jardins botaniques de Bruxelles. In: L’horticulteur belge, journal des jardiniers et des amateurs, 1. Band, Bruxelles 1833 f., S. 164–167, hier: S. 165 f. (Digitalisat).
- Boos, Franz. In Franz Gräffer, Johann Jakob Czikann (Hrsg.): Oesterreichische National-Encyklopädie (…), 6 Bände, Friedrich Beck, Wien 1835 f., hier: 1. Band, S. 353 f., 552 (Digitalisat); 6. Band, S. 378 f. (Digitalisat).
- Therese Forster (Hrsg.): Georg Forster’s sämmtliche Schriften. 7. Band, Friedrich Arnold Brockhaus, Leipzig 1843, S. 249 (Digitalisat).
- Charles Morren: Sur les fleurs nationales de Belgique (…). In: Bulletins de l’Académie royale des sciences, des lettres et des beaux-arts de Belgique, Band 13, 2. Hälfte, Hayez, Bruxelles 1846 (Digitalisat), S. 442–470, hier: S. 468 f.
- Leopold Joseph Fitzinger: Versuch einer Geschichte der Menagerien des österreichisch-kaiserlichen Hofes. In: Sitzungsberichte der mathematisch-naturwissenschaftlichen Classe der Kaiserlichen Akademie der Wissenschaften, 10. Band, k. k. Hof- und Staatsdruckerei, Wien 1853, S. 300–403, hier: S. 345 f. (Digitalisat).
- Alexandre Pinchart: Archives des Arts, des Sciences et des Lettres. § 24. Voyages scientifiques. In: Messager des sciences historiques, des arts et de la bibliographie de Belgique, Jahrgang 1855, L. Hebbelynck, Gand, S. 389–392 (Digitalisat).
- Leopold Joseph Fitzinger: Geschichte des kais. kön. Hof-Naturalien-Cabinetes (1. Abtheilung). In: Sitzungsberichte der mathematisch-naturwissenschaftlichen Classe der Kaiserlichen Akademie der Wissenschaften, 21. Band, k. k. Hof- und Staatsdruckerei, Wien 1856, S. 433–479, hier: S. 453–459 (Digitalisat).
- Constantin von Wurzbach: Boos, Franz. In: Biographisches Lexikon des Kaiserthums Oesterreich. 2. Theil. Verlag der typografisch-literarisch-artistischen Anstalt (L. C. Zamarski, C. Dittmarsch & Comp.), Wien 1857, S. 61 (Digitalisat).
- Karl Hofbauer: Die Wieden mit den Edelsitzen Conradswerd, Mühlfeld, Schaumburgerhof und dem Freigrunde Hungerbrunn (…) Karl Gorischek, Wien 1864, S. 100 f. (Digitalisat).
- Sébastien Brunner: Correspondances intimes de l’empereur Joseph II avec son ami le comte de Cobenzl et son premier ministre le prince de Kaunitz (…) François Kirchheim, Mayence 1871, S. 33 f., 64 f., 74 f., 78–81 (Digitalisat).
- Ramón de la Plaza: Ensayos sobre el arte en Venezuela. Opinión Nacional, Caracas 1883, S. 93 f. (Digitalisat).
- George Brown Goode: The Beginnings of Natural History in America. In: Proceedings of the Biological Society of Washington, Band 3, 6. Februar 1884, S. 35–105, hier: S. 92 (Digitalisat).
- Hanns Schlitter (Hrsg.): Die Berichte des ersten Agenten Österreichs in den Vereinigten Staaten von Amerika, Baron de Beelen-Bertholff, an die Regierung der Österreichischen Niederlande in Brüssel, 1784–1789. F. Tempsky, Wien 1891 (Digitalisat), passim.
- Ernst Moriz Kronfeld: Zur Geschichte des Schönbrunner-Gartens. In: Wiener Zeitung, 1891, 15. September, S. 2–5, 16. September, S. 2–4, 17. September, S. 2–4 (Digitalisat).
- Ernst Moriz Kronfeld: Kaiser Joseph II. Cap-Expedition (1786 bis 1788). In: Wiener Zeitung, 15. Juni 1894, S. 3–5 (Digitalisat).
- Ignatius Urban (Hrsg.): Symbolae Antillanae seu Fundamenta florae Indiae occidentalis, 9 Bände, fratres Horntraeger, Berolini, dann Lipsiae 1898–1928, Band 1, S. 89, 232 (Digitalisat); Band 2, S. 227, 295, 306, 324 (Digitalisat); Band 3, S. 25–27, 80 f., 88, 121, 123, 147 f., 150, 158 (Digitalisat); Band 4, S. 44, 265, 287, 358, 421, 450, 590 (Digitalisat); Band 5, S. 25 (Digitalisat); Band 6, S. 218 (Digitalisat); Band 7, S. 474 (Digitalisat); Band 8, S. 283, 446, 454, 540, 548, 600 (Digitalisat); Band 9, S. 4 (Digitalisat).

20. Jahrhundert
- The Writings of Benjamin Franklin. Hg. v. Albert Henry Smith, Band 9, Macmillan, New York/London 1906, S. 35 f. (Digitalisat).
- Ernst Moriz Kronfeld: Park und Garten von Schönbrunn (Amalthea-Bücherei, 35. Band). Amalthea-Verlag, Zürich 1923, S. 62–104 et passim.
- Arístides Rojas: Estudios históricos. 1. Teil, Comercio, Caracas 1926, S. 307.
- Norman Leslie Hallward: William Bolts, A Dutch Adventurer under John Company. Cambridge University Press, 1927, S. 135 ff., v. a. S. 190, 194 (Digitalisat).
- Franz von Pollack-Parnau: Eine österreichisch-ostindische Handelskompanie 1775–1785, Ein Beitrag zur österreichischen Wirtschaftsgeschichte unter Maria Theresia und Joseph II. (Beihefte zur Vierteljahrschrift für Sozial- und Wirtschaftsgeschichte 12). W. Kohlhammer, Stuttgart 1927.
- Otto Quelle: Ostmark und Sudetendeutschland in ihrer Bedeutung für Iberoamerika. In: Ibero-Amerikanisches Archiv, Band 12, Nr. 3, Oktober 1938, S. 299–312, hier: S. 305 f. (Digitalisat).
- Kálmán Benda (Hrsg.): A magyar jakobinus iratai (Akten über die ungarischen Jakobiner). Band 2, Akadémiai Kiadó, Budapest 1952 (Digitalisat), S. 43.
- Warren Royal Dawson: The Banks letters. A calendar of the manuscript correspondence of Sir Joseph Banks (…) British Museum, London 1958, S. 799, 850 (Digitalisat).
- Alphonse Sprunck: Zwei österreichische Forschungsreisen aus der Zeit Josephs II. In: Mitteilungen des Österreichischen Staatsarchivs 12/1959, S. 414–426 (Digitalisat).
- Otto Mazal, Franz Unterkircher: Katalog der abendländischen Handschriften der Österreichischen Nationalbibliothek, „Series nova“ (Neuerwerbungen), Teil 1 (Museion, Neue Folge, 4. Reihe, 2. Band, 1. Teil). Georg Prachner, Wien 1965 (Digitalisat); Teil 3, (Museion, Neue Folge, 4. Reihe, 2. Band, Teil 3). Georg Prachner, Wien 1967 (Digitalisat).
- John Andre: William Berczy, Co-Founder of Toronto. A Canada Centennial Project of the Borough of York, Toronto 1967, S. 46–48, 86 f., 97 f., letzte zwölf Abbildungen (Bernhard Moll’s Silhouettes, 1783). (Digitalisat).
- John Andre: Infant Toronto as Simcoes’s Folly. Centennial Press, Toronto 1971.
- John Andre, Hartmut Fröschle: The American Expedition of Emperor Joseph II and Bernhard Moll’s Silhouettes. In Gerhard K. Friesen, Walter Schatzberg (Hrsg.): The German Contribution to the Building of the Americas, Studies in Honor of Karl J. R. Arndt, University Press of New England, Hanover (New Hampshire) 1977, ISBN 0-87451-133-X, S. 135–172.
- Madeleine Ly-Tio-Fane: Contacts between Schönbrunn and the Jardin du Roi at Isle de France (Mauritius) in the 18th Century. An Episode in the Career of Nicolas Thomas Baudin. In: Mitteilungen des Österreichischen Staatsarchivs 35/1982, S. 85–109 (Digitalisat).
- David Kenneth Wetherbee: The extinct Cuban and Hispaniolan macaws (Ara, Psittacidae), and description of a new species, Ara cubensis. In: Caribbean Journal of Science, 21 (16), S. 169–175 (Digitalisat).
- Derselbe: Zoological exploration of the Lesser Antilles and Virgin Islands for endemic species. Selbstverlag, (Shelburne, Massachusetts) 1985 (nicht gesehen).
- Derselbe: Zoological exploration of Puerto Rico for endemic species. Selbstverlag, (Shelburne, Massachusetts) 1986 (nicht gesehen).
- Frank Horner: The French Reconnaissance: Baudin in Australia, 1801-1803. Melbourne University Press 1987, S. 24–35.
- Derek Beales: Joseph II. 2 Bände, Cambridge University Press, 1987/2009, ISBN 0-521-24240-1, ISBN 978-0-521-32488-5. (Standardwerk)
- Christa Riedl-Dorn: Die grüne Welt der Habsburger, Botanik – Gartenbau – Expeditionen – Experimente (Veröffentlichungen aus dem Naturhistorischen Museum in Wien, Neue Folge 23). Naturhistorisches Museum, Wien 1989, S. 24–29.
- Madeleine Ly-Tio-Fane: A reconnaissance of tropical resources during Revolutionary years. The role of the Paris Museum d’Histoire Naturelle. In: Archives of Natural History, 18/1991, S. 333–362, hier: S. 333–337, 346, 349–352, 357.
- Mary Macaulay Allodi et al.: Berczy (Katalog einer Ausstellung über Molls Bruder). National Gallery of Canada, Ottawa 1991, S. 25–28, 299–303.
- Helga Hühnel: Botanische Sammelreisen nach Amerika im 18. Jahrhundert. In Franz Wawrik et al. (Hrsg.): Die Neue Welt, Österreich und die Erforschung Amerikas, Österreichische Nationalbibliothek, Edition Christian Brandstätter, Wien 1992, ISBN 3-85447-427-X, S. 61–77, hier: S. 64–70.
- Helga Hühnel: Kaiserliche „Gärtnergesellen“ bereisen Amerika. In Elisabeth Zeilinger (Hrsg.): Österreich und die Neue Welt, Symposion in der Österreichischen Nationalbibliothek, Tagungsband (Biblos-Schriften 160), Österreichische Nationalbibliothek, Wien 1993, ISBN 3-01-000010-X, S. 95–102.
- Gabriele Mauthe: Die österreichische Brasilienexpedition. In Elisabeth Zeilinger (Hrsg.): Österreich und die Neue Welt, Symposion in der Österreichischen Nationalbibliothek, Tagungsband (Biblos-Schriften 160), Österreichische Nationalbibliothek, Wien 1993, ISBN 3-01-000010-X, S. 128–137.
- Albert V. Carozzi, Marguerite Carozzi: Franz Joseph Märter, Travel Companion of Johann David Schöpf in a Journey From Philadelphia to Florida and the Bahamas in 1783–1784. In: Earth Sciences History, Band 13, Nr. 1 (1994), S. 5–20.
- Helene M. Kastinger Riley: Charleston’s Drawing Master Bernhard Albrecht Moll and the South Carolina Expedition of Emperor Joseph II of Austria. In: The Journal of Early Southern Decorative Arts, Band 21, Winston-Salem (North Carolina) 1995, S. 4–88 (Digitalisat).
- Helene M. Kastinger Riley: A Voyage to Paradise, The Josiphinian (sic) Expedition from the Crownlands to the Carolinas. In: Austrian Studies Newsletter 9/3, Centre for Austrian Studies, University of Minnesota 1997 (Digitalisat), S. 18 f.
- Christa Riedl-Dorn: Das Haus der Wunder. Zur Geschichte des Naturhistorischen Museums in Wien. Mit einem Beitrag von Bernd Lötsch. Holzhausen, Wien 1998.
- Marlies Raffler: Austriae extensio in orbem ultimum, Naturforscher aus der Habsburgermonarchie in Übersee. In: Harald Heppner: Zur Ausweitung des Horizonts (Jahrbuch der Österreichischen Gesellschaft zur Erforschung des 18. Jahrhunderts 13/1999), ISBN 978-3-85114-443-7, S. 181–196, hier: S. 188, 192–194.
- James E. McClellan III: L’historiographie d’une académie coloniale : le Cercle des Philadelphes (1784-1793). In: Annales historiques de la Révolution française, 320/2000, S. 77–88 (Digitalisat).

21. Jahrhundert
- Marianne Klemun: Exotik, Nutzen, Wissenschaft, Praktiken und Pflanzenaneignung im „Ökonomisch-Botanischen Garten“ der Theresianischen Akademie. In: Franz M. Eybl (Hrsg.): Strukturwandel kultureller Praxis, Beiträge zu einer kulturwissenschaftlichen Sicht des theresianischen Zeitalters (Jahrbuch der Österreichischen Gesellschaft zur Erforschung des 18. Jahrhunderts 17/2002), ISBN 978-3-85114-644-8, S. 303–333.
- Christa Riedl-Dorn: Die Schönbrunner Gartenexpeditionen 1754–1860. In: Österreichische Zeitschrift für Kunst- und Denkmalpflege, 57/2003, Heft 3 f., S. 508–520.
- Madeleine Ly-Tio-Fane: Le Géographe et le Naturaliste à l’Île-de-France (…), Port-Louis (Mauritius) 2003, ISBN 99903-31-12-X, S. 27–30, 32 f., 99.
- Helga Lindorf: Notices on the Austrian expedition in a Venezuelan document dated 1787 and comments on botanical names linked to the collectors. In: Acta Botanica Venezuela 27/1, Caracas 2004, S. 57–64 (unpaginiertes Digitalisat).
- Robert J. King: Joseph II’s „Grosse Reise“. In: Germanic Notes and Reviews, Band 36, Nr. 2, September 2005, S. 26–38 (unpaginiertes Digitalisat).
- Marianne Klemun: Österreichische wissenschaftliche Sammelreisen nach den Amerikas, 1783–1789. Intentionen, Instruktionen und Implikationen. In: Thomas Fröschl, Ursula Prutsch (Hrsg.): Österreich und die Amerikas (Wiener Zeitschrift zur Geschichte der Neuzeit, 5/2005, Heft 1), S. 21–35.
- Marianne Klemun: Austrian Botanical Collection Journeys (1783–1792). Network-patterns in Expeditions: Global Intentions interwoven with Local Dimensions. In: Archives Internationales d’Histoire des Sciences 56/2006, S. 233–245 (Digitalisat).
- Helga Lindorf: Historia de las exploraciones botánicas en Venezuela. In Omaira Hokche et al. (Hrsg.): Nuevo catálogo de la flora vascular de Venezuela, Fundación Instituto Botánico de Venezuela, Caracas 2008, ISBN 978-980-6355-07-1, S. 17–40 (Digitalisat), hier: S. 18 f.
- Jean Bérenger: Michel Baudin au service de l’Autriche. In Michel Jangoux (Hrsg.): Portés par l’air du temps, les voyages du capitaine Baudin (Études sur le XVIIIe siècle 38), Éditions de l’Université de Bruxelles, 2010, ISBN 978-2-8004-1486-7 (Digitalisat), S. 27–39.
- Michel Jangoux: L’expédition aus Antilles de „La Belle Angélique“ (1796-1798). Ebendort, S. 41–50.
- Marion Huibrechts: „Ab imperatore Josepho secundo in Americam missus erat“, Franz Josef Märter in America. In Dries Vanysacker et al. (Hrsg.): The Quintessence of Lives, Intellectual Biographies in the Low Countries presented to Jan Roegiers (Bibliothèque de la Revue d’histoire ecclésiastique 91), Brepols, Louvain-la-Neuve/Leuven 2010, ISBN 978-2-503-53210-3, S. 319–328.
- Robert J. King: Heinrich Zimmermann and the Proposed Voyage of the Imperial and Royal Ship Cobenzell to the North West Coast in 1782-1783. In: The Northern Mariner/Le marin du nord 21, Nr. 3, Juli 2011, S. 235–262 (Digitalisat).
- Denis Diagre-Vanderpelen: Le Jardin botanique de Bruxelles 1826-1912 (…) Académie royale de Belgique, Bruxelles 2012, ISBN 978-2-8031-0298-3, nicht paginiert (Digitalisat).
- Marianne Klemun: Live plants on the way: ship, island, botanical garden, paradise and container as systemic flexible connected spaces in between. In: Journal of History of Science and Technology, 5/2012, S. 30–48, hier: S. 37 f.
- Elisabeth Hassmann: Quellen und Regesten zur Schatzkammer, Gemäldegalerie und zu den drei Kabinetten aus dem Archivbestand des k. k. Oberstkämmereramtes, 1777 bis 1787 mit einem Nachtrag zu den Jahren 1748 bis 1776 (Jahrbuch des Kunsthistorischen Museums Wien 15 f./2013 f.) Böhlau Verlag, Wien 2015, ISBN 978-3-205-79622-0 (Digitalisat), S. 138 f., 156 f., 178 f., 200.
- Marianne Klemun: Instrucciones y viajes de investigación. Prácticas de la administración. In: Revista Escuela de Historia, Band 15, Nr. 1, Salta (Argentinien) Juli 2016, unpaginiert (Digitalisat).
- Marianne Klemun, Helga Hühnel: Nikolaus Joseph Jacquin (1727–1817) – ein Naturforscher (er)findet sich. Vienna University Press, Wien 2017, ISBN 978-3-8471-0710-1 (Digitalisat).
- Helga Lindorf: Entre lo clandestino y lo permittido, Dos exploraciones botánicas del siglo XVIII documentadas en archivos venezolanos. In: Bitácora-e Revista Electrónica Latinoamericana de Estudios Sociales, Históricos y Culturales de la Ciencia y la Tecnología 2017/1, S. 36–56 (Digitalisat), hier: S. 44–49.
- Heather Morrison: „They hear you tell of such things as if they were from America“, Representations of the Newly Independent United States in an Austrian Botanist’s Travelogue. In: Austrian History Yearbook, Band 48, April 2017, S. 74–90 (Digitalisat).